# Danh sách quân chủ Gruzia
Dưới đây là danh sách các vị quân chủ Gruzia đã cai trị cho đến trước khi người Nga sát nhập trong các năm 1801–1810.

## Vua xứ Iberia
- Pharnavazi I (299 – 234 BC)
- Saurmagi I (234 – 159 BC)
- Mirian I (159 – 109 BC)
- Pharnajomi (109 – 90 BC)
- Arshak I (90 – 78 BC)
- Artagi (78 – 63 BC)
- Pharnavazi II (63 – 30 BC)
- Mirian II (30 – 20 BC)
- Arshak II (20 BC – 1 AD)
- Parsman I Vĩ Đại (1 – 58)
- Mitridate I (58 – 106)
- Amazaspi I (106 – 116)
- Parsman II Can trường (117 – 132)
- Ghadami (132 – 135)
- Parsman III (135 – 185)
- Amazaspi II (185 – 189)
- Rev I Công bằng (189 – 216)
- Vache (216 – 234)
- Bakur I (234 – 249)
- Mitridate II (249 – 265)
- Amazaspi III (260 – 265)
- Aspagur I (265 – 284)
- Mirian III (284 – 361)
- Rev II (đồng cai trị cùng Mirian III; 345 – 361)
- Saurmagi II (361 – 363)
- Aspagur II (363 – 365)
- Mitridate III (365 – 380)
- Saurmagi II (đồng cai trị cùng Mitridate III; 370–378)
- Aspagur III (380 – 394)
- Trdati (394 – 406)
- Parsman IV (406 – 409)
- Mitridate IV (409 – 411)
- Archili (411 – 435)
- Mitridate V (435 – 447)
- Vakhtang I Gorgasali (447 – 522)
- Dachi (522 – 534)
- Bakur II (534 – 547)
- Parsman V (547 – 561)
- Parsman VI (561 – ?)
- Bakur III (? – 580)

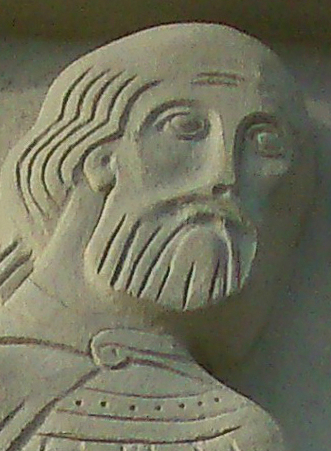
Pharnavazi I xứ Iberia
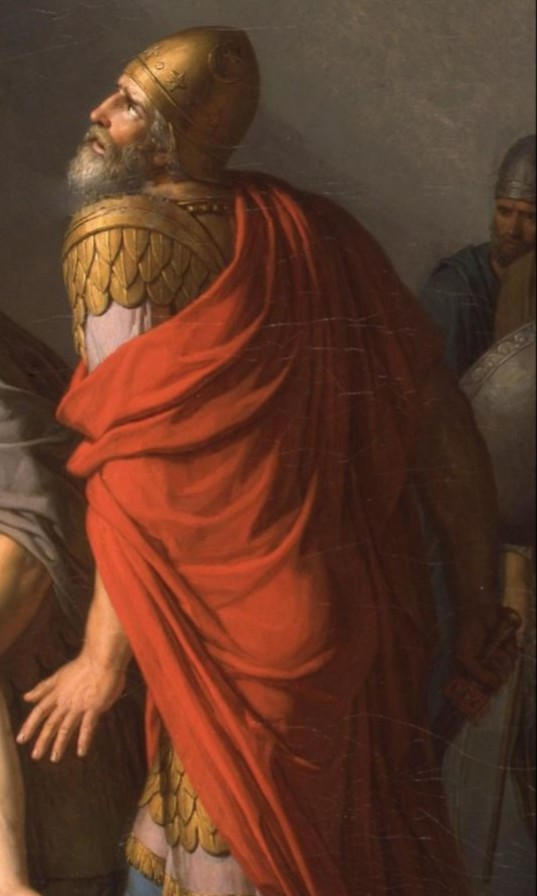
Parsman I xứ Iberia
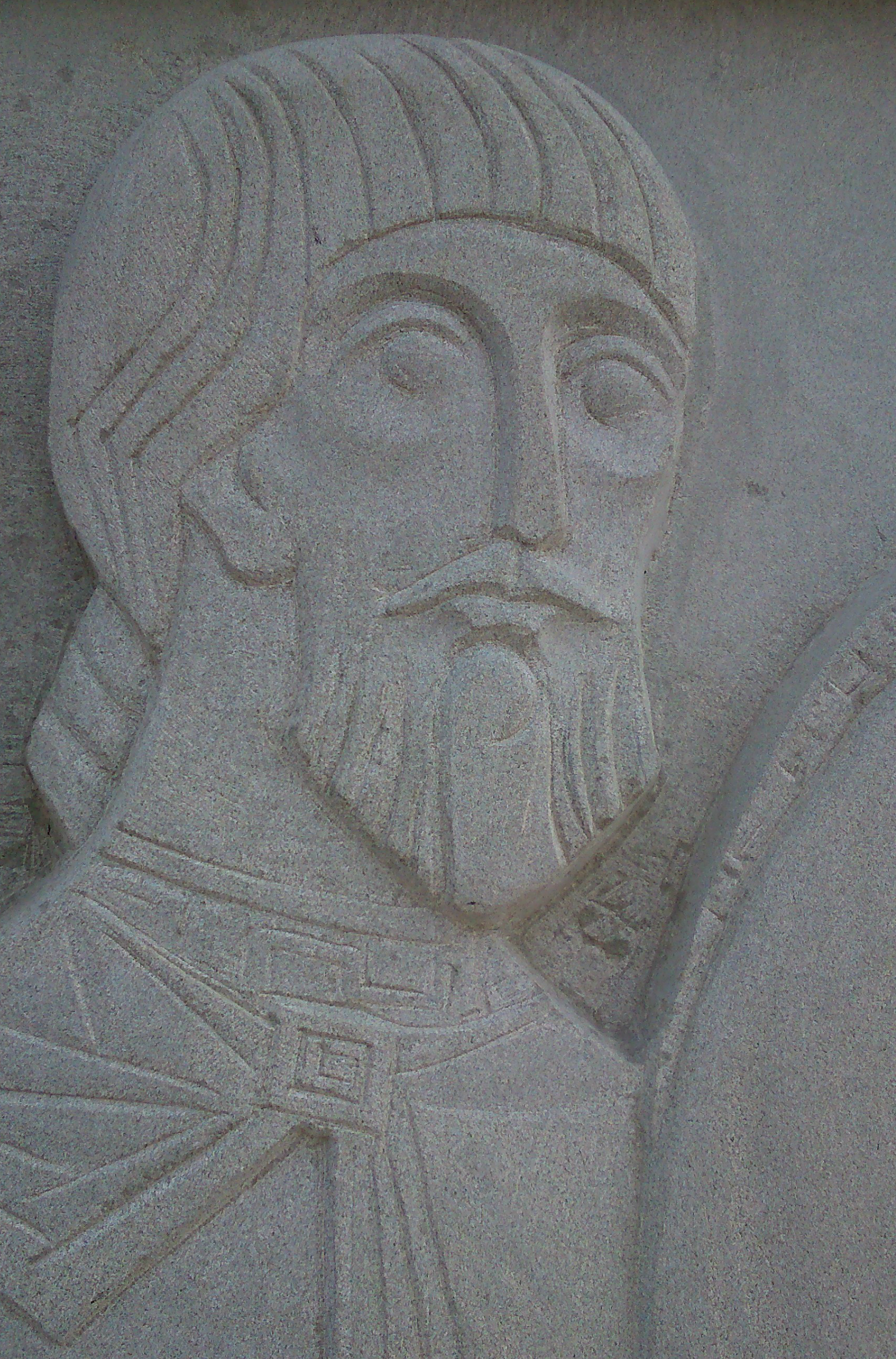
Parsman II xứ Iberia
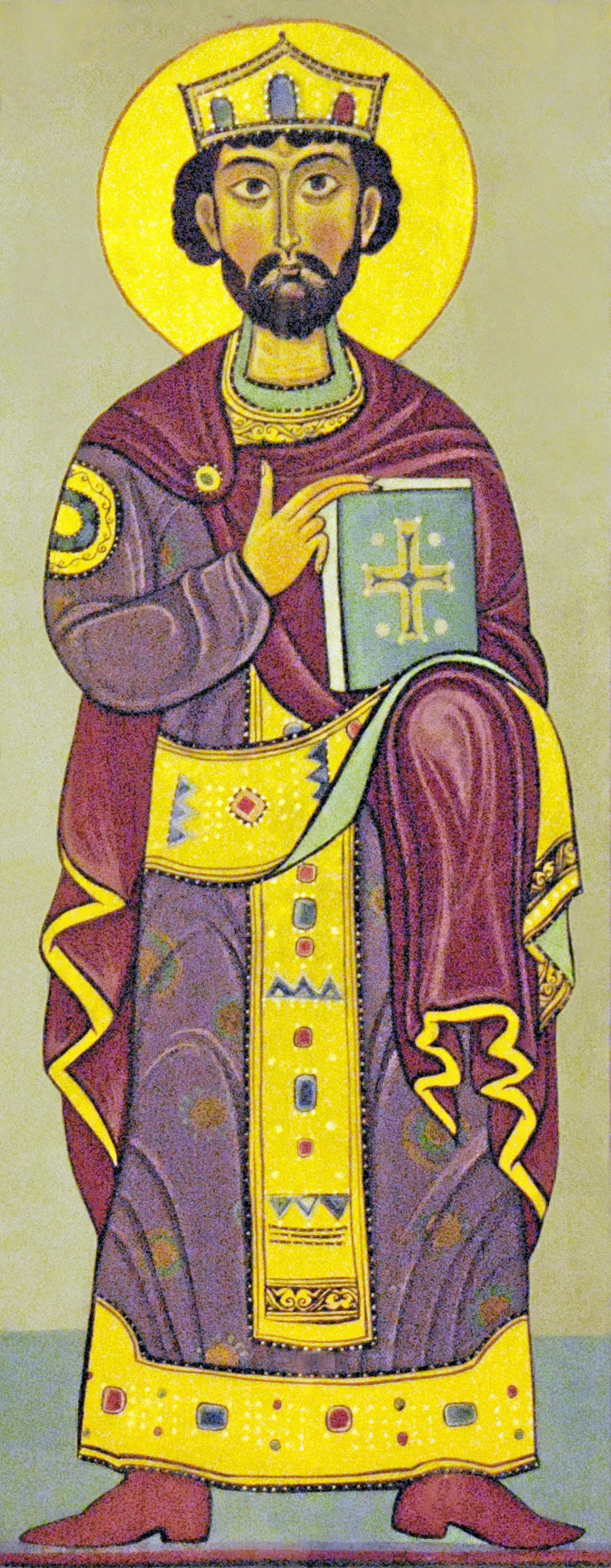
Mirian III xứ Iberia
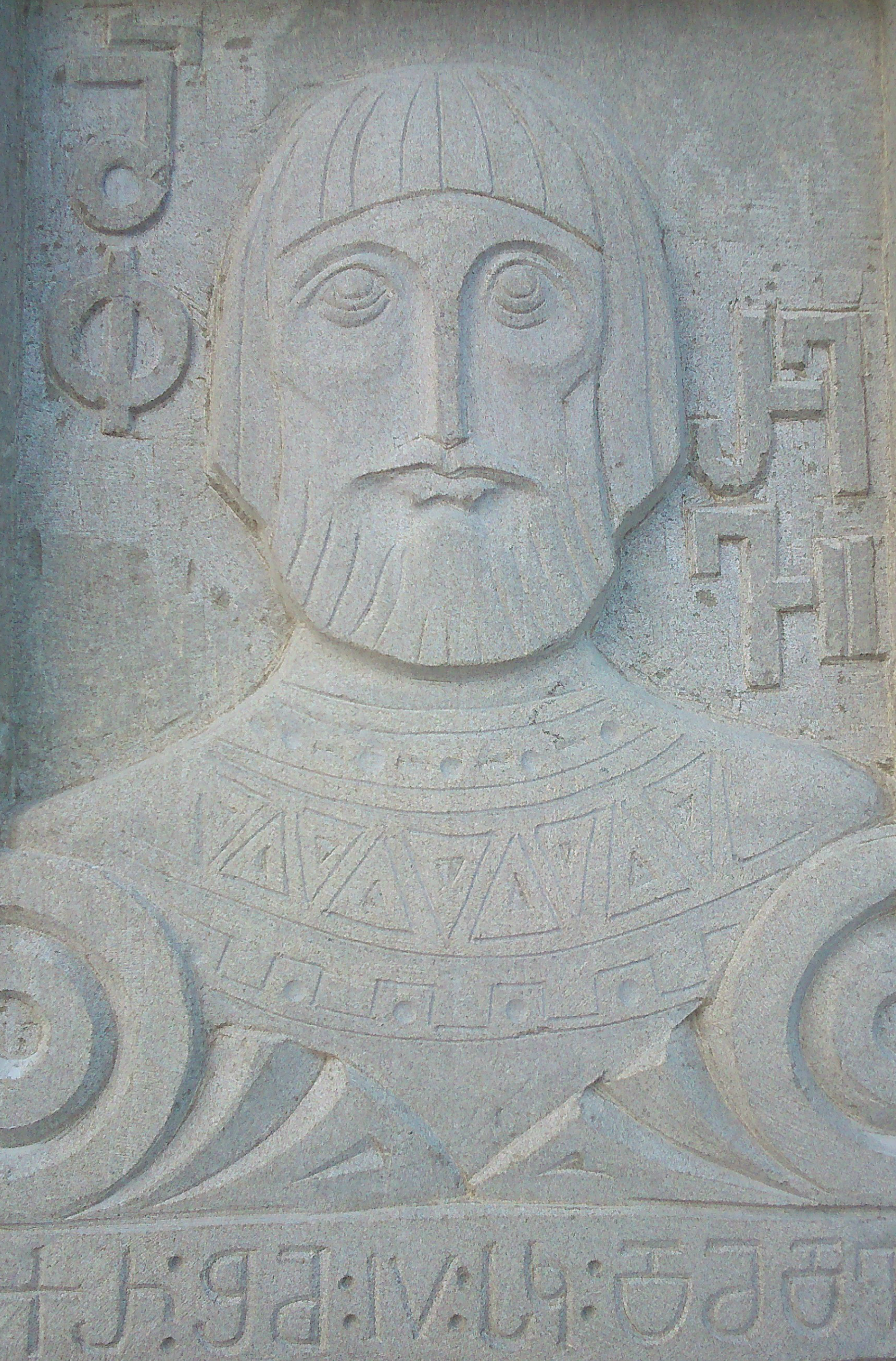
Rev II xứ Iberia
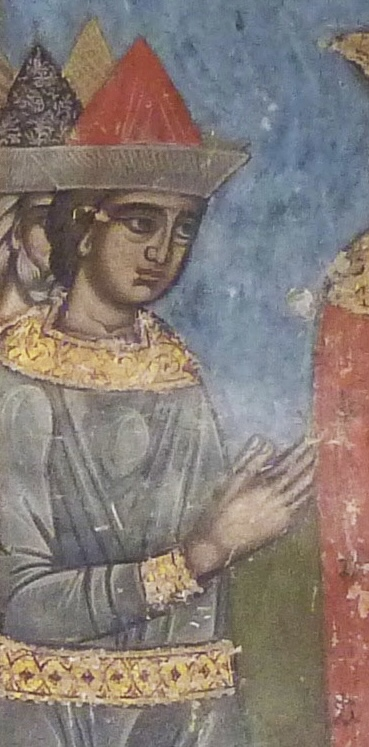
Aspagur II xứ Iberia
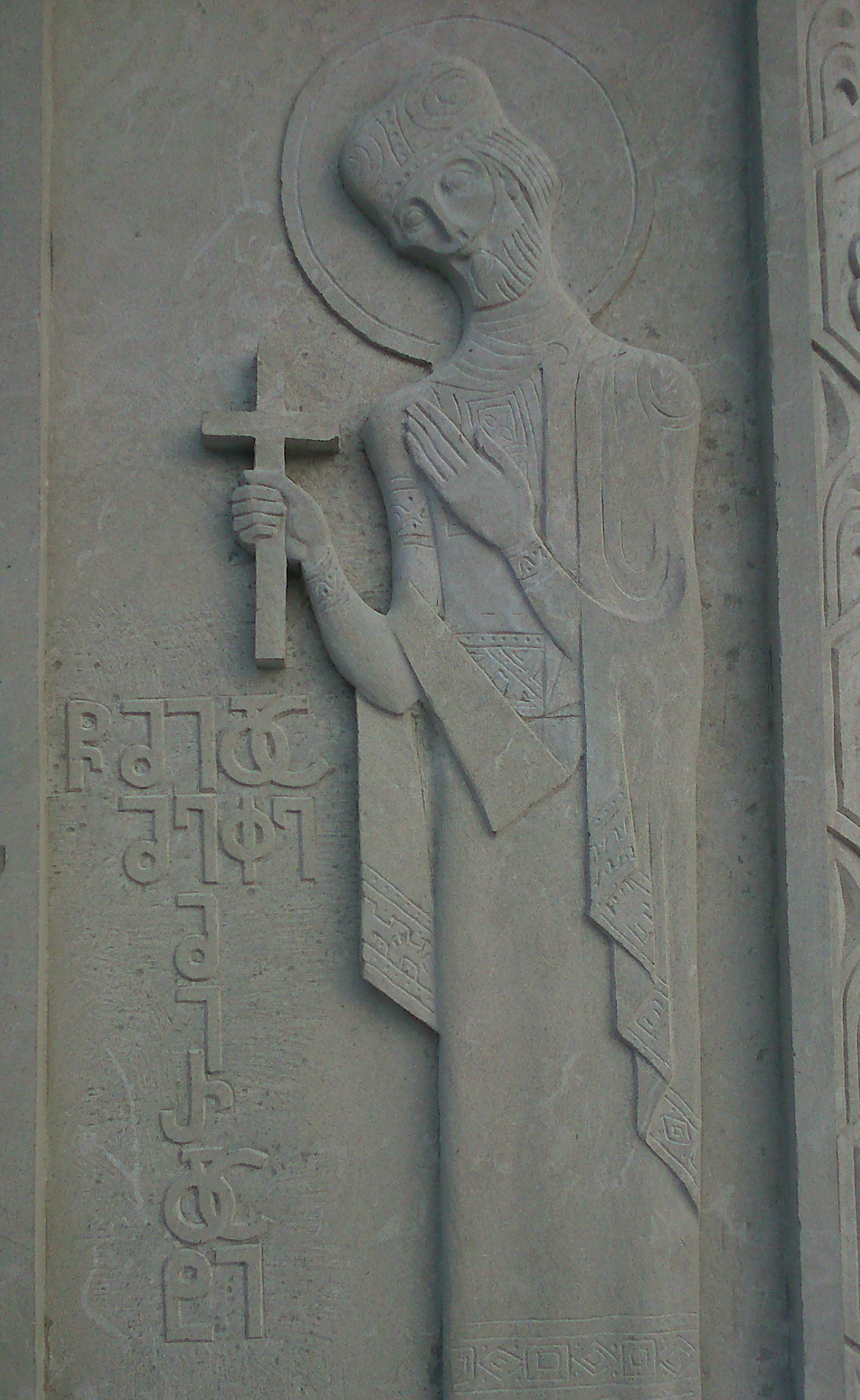
Mitridate IV xứ Iberia
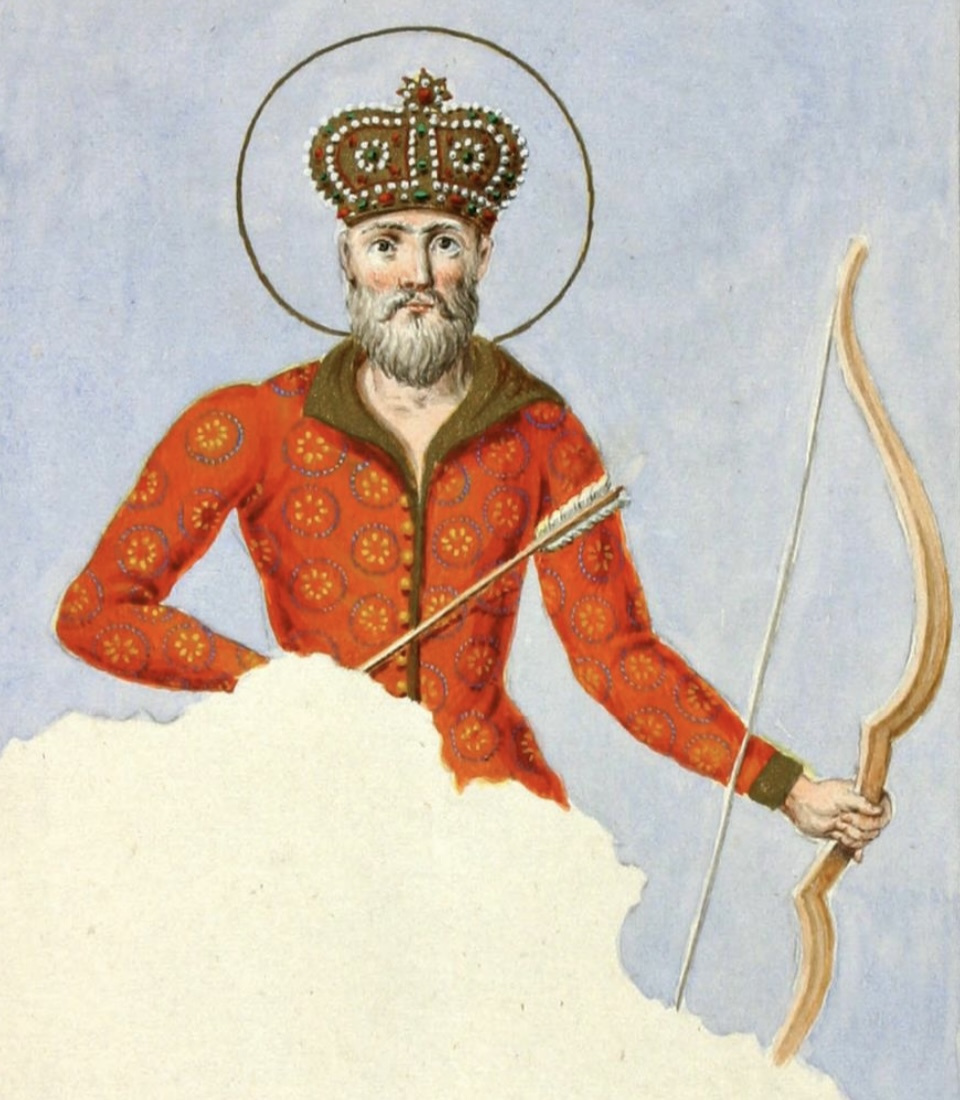
Vakhtang I xứ Iberia
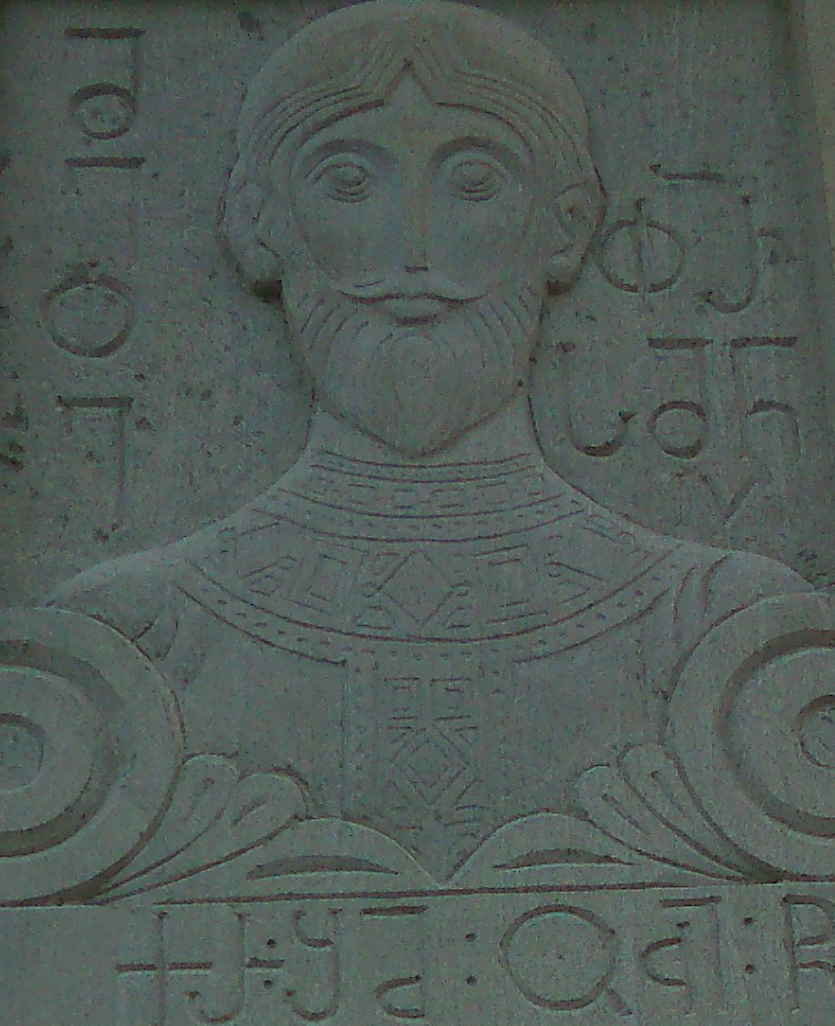
Parsman V xứ Iberia.

## Thân vương tối cao (MtavarihayEristavi) xứ Iberia
| Thân vương            | Chân dung                             | Thời gian cai trị     | Gia tộc               | Nguyên thủ quốc gia                          |
| --------------------- | ------------------------------------- | --------------------- | --------------------- | -------------------------------------------- |
| Guaram I              | không khung                           | 588 – 590             | Guaramidebis          | Mauricius (588 – 602)                        |
| Stephanoz I           | không khung                           | 590 – 627             | Guaramidebis          | Mauricius (588 – 602)                        |
| Stephanoz I           | không khung                           | 590 – 627             | Guaramidebis          | Phocas (602 – 610)                           |
| Stephanoz I           | không khung                           | 590 – 627             | Guaramidebis          | Heraclius (610 – 640)                        |
| Adarnase I            | không khung                           | 627 – 642             | Khosro                |                                              |
| Adarnase I            | không khung                           | 627 – 642             | Khosro                | Omar (640 – 644)                             |
| Stephanoz II          |                                       | 642 – 650             | Khosro                |                                              |
| Stephanoz II          | Othman (644 – 654)                    | 642 – 650             | Khosro                |                                              |
| Adarnase II           |                                       | 650 – 684             | Khosro                | Ali (654 – 661)                              |
| Adarnase II           | Hasan (661)                           | 650 – 684             | Khosro                |                                              |
| Adarnase II           | Mu'awiya I (661 – 680)                | 650 – 684             | Khosro                |                                              |
| Adarnase II           | Yazid I (661 – 680)                   | 650 – 684             | Khosro                |                                              |
| Adarnase II           | Mu'awiya II (661 – 680)               | 650 – 684             | Khosro                |                                              |
| Guaram II             |                                       | 684 – 693             | Khosro                | Marwan I (661 – 680)                         |
| Guaram III            |                                       | 693 – 748             | Khosro                | Abd al-Malik (661 – 680)                     |
| Guaram III            | al-Walid I (705 – 715)                | 693 – 748             | Khosro                |                                              |
| Guaram III            | Sulayman (715 – 717)                  | 693 – 748             | Khosro                |                                              |
| Guaram III            | Omar (717 – 720)                      | 693 – 748             | Khosro                |                                              |
| Guaram III            | Yazid II (720 – 724)                  | 693 – 748             | Khosro                |                                              |
| Guaram III            | Hisham (724 – 743)                    | 693 – 748             | Khosro                |                                              |
| Guaram III            | al-Walid II (743 – 744)               | 693 – 748             | Khosro                |                                              |
| Guaram III            | Yazid III (744)                       | 693 – 748             | Khosro                |                                              |
| Guaram III            | Ibrahim (744)                         | 693 – 748             | Khosro                |                                              |
| Guaram III            | Marwan II (744 – 750)                 | 693 – 748             | Khosro                |                                              |
| Adarnase III          |                                       | 748 – 760             | Nersiani              | As-Saffah (750 – 754)                        |
| Adarnase III          | al-Mansur · không khung · (754 – 775) | 748 – 760             | Nersiani              |                                              |
| Nerse                 |                                       | 760 – 772             | Nersiani              |                                              |
| Không chủ (772 – 775) |                                       |                       |                       |                                              |
| Nerse                 |                                       | 775 – 780             | Nersiani              | al-Mahdi (775 – 785)                         |
| Stephanoz III         |                                       | 780 – 786             | Guaramidebis          | al-Hadi (785 – 786)                          |
| Không chủ (786 – 813) | Không chủ (786 – 813)                 | Không chủ (786 – 813) | Không chủ (786 – 813) | Harun al-Rashid (786 – 809)                  |
| Không chủ (786 – 813) | Không chủ (786 – 813)                 | Không chủ (786 – 813) | Không chủ (786 – 813) | Al-Amin (809 – 813)                          |
| Ashot I               | không khung                           | 813 – 830             | Bagration             | Leon V và Constantinos Symbatios (813 – 820) |
| Ashot I               | không khung                           | 813 – 830             | Bagration             | Mkhael II (820 – 829)                        |
| Ashot I               | không khung                           | 813 – 830             | Bagration             | Theophilos (829 – 842)                       |
| Bagrat I              |                                       | 830 – 876             | Bagration             |                                              |
| Bagrat I              | Mikhael III (842 – 867)               | 830 – 876             | Bagration             |                                              |
| Bagrat I              | Basileios I (867 – 886)               | 830 – 876             | Bagration             |                                              |
| Davit I               |                                       | 876 – 881             | Bagration             |                                              |
| Gurgen I              |                                       | 881 – 888             | Bagration             |                                              |
| Gurgen I              | Leo VI (886 – 888)                    | 881 – 888             | Bagration             |                                              |

### Thân vương xứ Klarjeti
- Sumbat I Mampali (870–889)

## Vương quốc Kartvelia
| Tên (Sinh – mất) | Chân dung   | Thời gian trị vì                     | Phần lãnh thổ cai trị      | Ghi chú |
| --- | ----------- | ------------------------------------ | -------------------------- | --- |
| Adarnase IV (? – 923) |             | 888 – 923                            | Vương quốc Kartvelia       | Tham gia cùng vua Armenia là Ashot I và chú của ông là Gurgen chống lại thân vương xứ Tao-Klarjeti là Nasra vì tranh chấp quyền kế vị người đứng đầu xứ Tao-Kralijeti. Chiến thắng trong cuộc tranh chấp cho phép Adarnese xưng tước hiệu gia tộc. Sau này, ông khôi phục lại ngôi vương xứ Iberia, thứ đã bỏ trống kể từ cuộc xâm lược của người Sasanid vào khoảng thế kỷ thứ 6, vào năm 888. |
| Davit I (? – 943) |             | 889 – 23 tháng 2 năm 943             | Thân vương quốc Klarjeti   | Các con của Smbat I, đồng cai trị |
| Bagrat I (? – 943) |             | 889 – 20 tháng 4 năm 900             | Thân vương quốc Klarjeti   | Các con của Smbat I, đồng cai trị |
| Adarnase III (? – 896) |             | 891 – 896                            | Thân vương quốc Tao        | |
| Ashot I (II)/ Không chín chắn (? – 918) | không khung | 896 – 918                            | Thân vương quốc Tao        | Cháu và chú của Gurgen I, có khả năng đồng cai trị với nhau. Sau khi cháu ông mất thi Ashot I tiếp tục tự cai trị một mình. |
| Davit (? – 908) |             | 896 – 908                            | Thân vương quốc Tao        | Cháu và chú của Gurgen I, có khả năng đồng cai trị với nhau. Sau khi cháu ông mất thi Ashot I tiếp tục tự cai trị một mình. |
| Gurgen II Vĩ Đại (? – 941) |             | 918 – 14 tháng 2 năm 941             | Thân vương quốc Tao        | |
| Davit II (? – 937) |             | 923 – 937                            | Vương quốc Kartvelia       | Mặc dù mang tước hiệu vương tộc và cũng không giống cha mình, Davit II không nhận được tước hiệu truyền thống của cha mình là curopalates (giám quản hành cung vương tước) mà hoàng đế Đông La Mã thay vào đó ban cho em trai của ông là Ashot II. Điều này khiến ông trở thành cái bóng dưới em trai của mình.                                                                                 |

Leon II xứ Abkhazia

| Sumbat I (? – 958) |             | 937 – 958                            | Vương quốc Kartvelia       | Người thừa kế ngai vàng của hai em trai ở trên, là người thống nhất xứ Iberia với một phần xứ Tao. |
| Bagrat I (? – 945) |             | 14 tháng 2 năm 941 – Tháng 3 năm 945 | Thân vương quốc Thượng Tao | |
| Ashot II (? – 945) |             | 14 tháng 2 năm 941 – 954             | Thân vương quốc Hạ Tao     | Mất mà không có con nối dõi. Hạ Tao sau đó sát nhập vào vương quốc Kartvelia. |
| Hạ Tao sát nhập vào vương quốc Kartvelia. |             |                                      |                            | |
| Sumbat II (? – 988) |             | 943 – 988                            | Thân vương quốc Klarjeti   | |
| Adarnase IV (? – 961) |             | Tháng 3 năm 945 – 961                | Thân vương quốc Thượng Tao | |
| Bagrat II Kẻ suy nghĩ đơn giản (? – 994) |             | 958 – 994                            | Vương quốc Kartvelia       | |
| Bagrat II (? – 966) | không khung | 961 – 996                            | Thân vương quốc Thượng Tao | |
| Davit III Đại đế (? – 1001) | không khung | 996 – 1001                           | Thân vương quốc Thượng Tao | |
| Davit II (? – 993) |             | 988 – 993                            | Thân vương quốc Klarjeti   | Đông cai trị cho đến khi Bagrat II mất. |
| Bagrat II (? – 988) |             | 988                                  | Thân vương quốc Klarjeti   | Đông cai trị cho đến khi Bagrat II mất. |
| Sumbat III (? – 1011) |             | 993 – 1011                           | Thân vương quốc Klarjeti   | |
| Gurgen II (? – 1008) |             | 994 – 1008                           | Vương quốc Kartvelia       | |
| Bagrat III (960 – 1014) | không khung | 1001 – 1008                          | Thân vương quốc Thượng Tao | Năm 1008, ông thống nhất các vùng đất mà người Geogia cai trị lần đầu tiến trong lịch sử. |
| Năm 1008, Bagrat III, vua xứ Abkhazia từ năm 978, thừa kế từ cha mình là Gurgen II vương miện xứ Iberia. Hai vương quốc này hợp nhất lại và trở thành Vương quốc Geogia. |             |                                      |                            | |
| Sumbat III (? – 1001) |             | 1011 – 1028                          | Thân vương quốc Klarjeti   | Năm 1028, ông bị bắt làm tù binh bởi Bagrat IV của Gruzia và chết trong lúc cầm tù. Các vùng đất ông cai trị sau được sát nhập với xứ Geogia. |
| Klarjeri sát nhập vào vương quốc Geogia |             |                                      |                            | |

## Vương quốc Abkhazia
- Leon II (778 – 828)
- Teodos II (828 – 855)
- Demetre II (855–864)
- Giorgi I Aghts'epeli (864 – 871)
- John Shavliani (871 – 873)
- Adarnase (880/881 – 887)/(887 – 893)
- Bagrat I (882 – 894)
- Konstantine III (894 – 923)
- Giorgi II (923 – 957)
- Leon III (957 – 967)
- Demetre III (967 – 975)
- Teodos III (975 – 978)
- Bagrat II (978–1008)

## Vương quốc Gruzia
| Tên (Sinh – mất) | Chân dung   | Thời gian trị vì                                                                      | Phần lãnh thổ cai trị | Hôn nhân | Ghi chú |
| --- | ----------- | ------------------------------------------------------------------------------------- | --------------------- | --- | --- |
| Bagrat III (ბაგრატ III) (960 – 1014) | không khung | 1018 – 7 tháng 5 năm 1014                                                             | Vương quốc Gruzia     | Marta 2 người con | |
| Giorgi I (გიორგი I) (998/1002 – 1027) | không khung | 7 tháng 5 năm 1014 – 16 tháng 8 năm 1027                                              | Vương quốc Gruzia     | Mariam xứ Vaspurakan c. 1018 (ly hôn) 4 người con Alda xứ Alania 2 người con | |
| Bagrat IV (გიორგი I) (Mariam xứ Vaspurakan nhiếp chính giai đoạn 1027 – 1037) (1018 – 1072) | không khung | 16 tháng 8 năm 1027 – 24 tháng 10 năm 1072                                            | Vương quốc Gruzia     | Eleni Argyri 1032 Không có con Borena xứ Alania Giữa 1033 và 1040 2 người con | Trong thời gian nhiếp chính, mẹ ông đàm phán với người Đông La Mã và được họ phong chức quan curopalates cho Bagrat vào năm 1032. Trong thời kỳ của mình, Bagrat phải đối mặt với hai cuộc nổi loạn nhằm tiếm vị ông, gồm: - Demetre xứ Anacopia (დემეტრე) (1027 – 1042), Magistros, em trai cùng cha khác mẹ của Bagrat IV (mẹ ông là Alda xứ Alania), được sự giúp sức của mẹ ông, Đế quốc Đông La Mã, và tộc Liparit. - Vương tử Giorgi, con của Bagrat, nổi loạn chống lại ông trong một khoảng thời gian nhỏ. |
| Giorgi II (გიორგი II) (Nửa sau thập niên 1030/1054 – 1112) | không khung | 24 tháng 10 năm 1072 – 1089 (Danh nghĩa và Thực quyền) 1112 (Cai trị trên danh nghĩa) | Vương quốc Gruzia     | Elene c. 1070 1 người con | Từng nổi loạn chống lại cha mình trước đây. Năm 1089 ông từ nhiệm (theo Wikipedia tiếng Gruzia thì không rõ là Giorgi II có bị ép nhường ngôi hay không hay là ông tự động thoái ngôi cho con mình lên làm vua) và để con mình là David V mình lên thay mình trị vì vì không thể đối phó với người Thổ Seljuk cũng như các vấn đề trong nội bộ vương quốc. Dẫu sao thì ông vẫn là người cai trị của Vương quốc trên danh nghĩa cùng con mình cho đến lúc mất vào năm 1112. |
| Davit IV Người kiến thiết (დავით IV აღმაშენებელი) (1073 – 1125) | không khung | 1089 – 24 tháng 1 năm 1125                                                            | Vương quốc Gruzia     | Rusudan xứ Armenia c. 1090 (ly hôn 1107) 4 người con (?) Gurandukht người Kipchaks c. 1107 4 người con (?)                                                                                       | Thành công đẩy lùi cuộc xâm lược của người Seljuk Thổ vào năm 1112. Là nhà kiến thiết của thời kỳ hoàng kim Gruzia. Các cải cách của ông giúp ông tái thống nhất đất nước và đưa gần như toàn vùng Kavkaz nằm dưới sự kiểm soát của người Gruzia. |
| Demetre I (დემეტრე I) (1093 – 1156) | không khung | 24 tháng 1 năm 1125 – 1154                                                            | Vương quốc Gruzia     | Không rõ tên Trước 1130 4 người con | Năm 1154 ông bị hạ bệ bởi con trai của ông là David và phải trở thành thầy tu. |
| Davit V (დემეტრე I) (Trước thập niên 1130 – 1155) |             | 1154 – 1155                                                                           | Vương quốc Gruzia     | Không rõ tên Trước 1130 Ít nhất 1 người con | Năm 1155 ông hạ bệ cha mình là Demetre nhưng chết vài tháng sau đó. |
| Demetre I (დემეტრე I) (1093 – 1156) | không khung | 1155 – 1156                                                                           | Vương quốc Gruzia     | Không rõ tên Trước 1130 4 người con | Với cái chết của David V, ông quay trở về ngôi báu của mình nhưng cũng mất không lâu sau đó. |
| Giorgi III (გიორგი III) (Trước thập niên 1130 – 1184) | không khung | 1156 – 27 tháng 3 năm 1184                                                            | Vương quốc Gruzia     | Burdukhan xứ Alania c. 1155 2 người con | Triều đình của ông phải đối mặt với một cuộc nổi loạn nhằm tiếm ngôi ông do Demetre của Gruzia gây ra (với sự hỗ trợ của gia tộc Orbeli). |
| Tamar I Đại nữ hoàng (თამარ მეფე) (c. 1160 – 1213) | không khung | 27 tháng 3 năm 1184 – 18 tháng 1 năm 1213                                             | Vương quốc Gruzia     | Yuriy Bogolyubskiy 1185 (ly hôn 1188) Không có con David Soslan 1189 2 người con | Đông cai trị cùng cha bà từ năm 1178. Thời kỳ cai trị của bà là đỉnh cao trong thời kỳ hoàng kim Gruzia cả về chính trị, quân sự và văn hóa. |
| Giorgi IV "Ánh dương của thế giới" (გიორგი IV ლაშა) (c. 1191 – 1223) | không khung | 18 tháng 1 năm 1213 – 18 tháng 1 năm 1223                                             | Vương quốc Gruzia     | Không kết hôn | Tiếp tục đường lối cai trị của mẹ ông, tuy nhiên ở cuối triều đại của mình ông bị người Mông Cổ đánh bại. |
| Rusudan (რუსუდან მეფე) (c. 1194 – 1245) | không khung | 18 tháng 1 năm 1223 – 1245                                                            | Vương quốc Gruzia     | Ghias ad-Din c. 1226 (ly hôn 1245) 2 người con (?) | Bị buộc phải trở thành chư hầu của người Mông Cổ vào năm 1242. |
| Davit VI & I Trẻ/Thông minh (გიორგი IV ლაშა) (c. 1191 – 1223) | không khung | 1245 – 1259 (Đồng cai trị cùng David VII)                                             | Vương quốc Gruzia     | Tamar Trước 1254 3 người con Theodora Doukaina Palaiologina của Đông La Mã Giữa 1033 và 1040 2 người con                                                                                         | Đồng cai trị cùng mẹ là Rusudan từ năm 1230. Bị người Mông Cổ ép đồng cai trị với người chú của mình là Davit VII. Sau khi nổi dậy không thành công chống lại người Mông Cổ vào năm 1259 thì bị họ cho cai trị một vương quốc nhỏ hơn nhiều nằm ở phía Đông Gruzia có tên gọi là Imereti (khi này thì ông cai trị một mình) và truyền nó lại cho con cháu kế vị của ông. Trong thời kỳ cai trị của mình tại xứ Imereti, ông lập quan hệ ngoại giao với Kim Trướng Hãn quốc, Hồi quốc Ai Cập dưới sự cai trị cuả nhà Bhari, đồng thời đẩy lui các cuộc xâm lược của Y Nhi Hãn quốc cũng như bị người Trapezous can thiệp vào triều chính. |
| Davit VI & I Trẻ/Thông minh (გიორგი IV ლაშა) (c. 1191 – 1223) | không khung | 1259 – 1293                                                                           | Tây Gruzia            | Tamar Trước 1254 3 người con Theodora Doukaina Palaiologina của Đông La Mã Giữa 1033 và 1040 2 người con                                                                                         | Đồng cai trị cùng mẹ là Rusudan từ năm 1230. Bị người Mông Cổ ép đồng cai trị với người chú của mình là Davit VII. Sau khi nổi dậy không thành công chống lại người Mông Cổ vào năm 1259 thì bị họ cho cai trị một vương quốc nhỏ hơn nhiều nằm ở phía Đông Gruzia có tên gọi là Imereti (khi này thì ông cai trị một mình) và truyền nó lại cho con cháu kế vị của ông. Trong thời kỳ cai trị của mình tại xứ Imereti, ông lập quan hệ ngoại giao với Kim Trướng Hãn quốc, Hồi quốc Ai Cập dưới sự cai trị cuả nhà Bhari, đồng thời đẩy lui các cuộc xâm lược của Y Nhi Hãn quốc cũng như bị người Trapezous can thiệp vào triều chính. |
| David VII Già (დავით VII ულუ) (c. 1191 – 1223) | không khung | 1245 – 1259 (Đồng cai trị cùng David VI)                                              | Vương quốc Gruzia     | Jigda-Khatun Trước 1252 Không có con Altun xứ Alania c. 1249 (Song hoặc đa hôn, bỏ hôn năm 1252) Gvantsa Kakhaberidze 1250 (Tính trạng đa thê đến năm 1252) 2 người con Esukan 1263 Không có con | Bị người Mông Cổ ép đồng cai trị với người cháu của mình là David VI. Sau khi nổi dậy không thành công chống lại người Mông Cổ vào năm 1262 thì ông bị buộc phải đám phán với họ và được chia cai trị nửa phía Tây Gruzia. Vùng ông cai trị vẫn tiếp tục giữ tên cũ là Gruzia. Sức ép của người Mông Cổ gây nên sự khủng hoảng lên triều đình của ông cả về chính trị lẫn kinh tế. |
| David VII Già (დავით VII ულუ) (c. 1191 – 1223) | không khung | 1259 – 1270                                                                           | Đông Gruzia           | Jigda-Khatun Trước 1252 Không có con Altun xứ Alania c. 1249 (Song hoặc đa hôn, bỏ hôn năm 1252) Gvantsa Kakhaberidze 1250 (Tính trạng đa thê đến năm 1252) 2 người con Esukan 1263 Không có con | Bị người Mông Cổ ép đồng cai trị với người cháu của mình là David VI. Sau khi nổi dậy không thành công chống lại người Mông Cổ vào năm 1262 thì ông bị buộc phải đám phán với họ và được chia cai trị nửa phía Tây Gruzia. Vùng ông cai trị vẫn tiếp tục giữ tên cũ là Gruzia. Sức ép của người Mông Cổ gây nên sự khủng hoảng lên triều đình của ông cả về chính trị lẫn kinh tế. |
| Trong thời kỳ người Mông Cổ xâm lược Gruzia giữa những năm 1259 và 1330 thì xứ Imereti được cai trị bởi những vị vua độc lập so với phần còn lại của Geogia. Davit VI và Davit VII lúc này cai trị các phần lãnh thổ độc lập với nhau thay vì cai trị với tư cách là chư hầu của người Mông Cổ như trước đây đã làm. Imereti có một vài khoảng thời gian độc lập khỏi nhà nước Gruzia, như trong các năm 1387 – 1412 (Thiết Mộc Chân xâm lược Gruzia) và 1446 – 1452. |             |                                                                                       |                       | | |
| Demetre II Kẻ tận tụy (დემეტრე II თავდადებული) (c. 1259 – 1289) | không khung | 1270 – 12 tháng 3 năm 1289                                                            | Đông Gruzia           | Theodora Megali Komnini xứ Trapezous 1277 (Có thể đa hôn) 5 người con Solghar của Mông Cổ 1250 (Có thể đa thê) 2 người con Natela Jaqelis 1280 (Có thể đa thê) 1 người con                       | Bị phê phán vì sự đa thê của mình (có thể). Xử tử bởi người Mông Cổ. |
| Vakhtang II (ვახტანგ II) (Trước 1254 – 1292) |             | 12 tháng 3 năm 1289 – 1292                                                            | Đông Gruzia           | Hoàn Trạch Đài 1289 Không có con | Băng hà tại Geogia, với sự chấp thuận của người Mông Cổ. (tạm dịch) |
| Konstantine I (კონსტანტინე I) (Trước 1254 – 1327) | không khung | 1293 – 1327                                                                           | Tây Gruzia            | Không rõ Trước 1327 2 người con | Độc lập và không chịu sự cai trị của người Y Nhi. Tuy nhiên ông lại phải đối phó với cuộc tiếm vị của người em trai Mikeli. |
| Davit VIII (დავით VIII) (1273 – 1311) |             | 1292 – 1302                                                                           | Đông Gruzia           | Hoàn Trạch Đài 1291 Không có con Con gái của một quý tộc không rõ tên thuộc nhà Suramelebi 1302 Không có con                                                                                     | Không chấp nhận thần phục Mông Cổ và bị tuyên bố là vua đối lập trong các năm 1299 và 1308 bởi hai người em trai thứ là Vakhtang III và Giorgi V được người Mông Cổ giúp sức. Bị buộc phải thoái vị nhưng sau khi Vakhtang III mất thì ông khôi phục lại được vương vị cho mình. |
| Giorgi V Uy vĩ (გიორგი V ბრწყინვალე) (1286/1289 – 1246) | không khung | 1292 – 1302                                                                           | Đông Gruzia           | Không rõ Trước 1346 1 người con | Được Y Nhi Khả hãn là Hợp Tán tuyên bố là vua hợp pháp, đối lập với anh cả Davit VIII. Tuy nhiên quyền lực của ông không bao giờ vượt quá khỏi Tlibisi; lúc này ông được gọi với cái tên là "Vị vua bù nhìn xứ Tlibisi". |
| Vakhtang III (ვახტანგ III) (1276 – 1308) | không khung | 1302 – 1308                                                                           | Đông Gruzia           | Ripsime Trước 1308 3 người con | |
| Davit VIII (დავით VIII) (1273 – 1311) |             | 1308 – 1311                                                                           | Đông Gruzia           | Hoàn Trạch Đài 1291 Không có con Con gái của một quý tộc không rõ tên thuộc nhà Suramelebi 1302 Không có con                                                                                     | |
| Giorgi VI Trẻ (გიორგი V) (Vương thúc George nhiếp chính) (c. 1302 – 1313) |             | 1311 – 1313                                                                           | Đông Gruzia           | Không kết hôn | Mất khi còn nhỏ. Ngôi vương truyền lại cho chú và đồng thời cũng là người nhiếp chính mình, Giorgi. |
| Giorgi V Uy vĩ (გიორგი V ბრწყინვალე) (1286/1289 – 1246) | không khung | 1313 – 1330                                                                           | Đông Gruzia           | Không rõ Trước 1346 1 người con | Sau khi Davit VIII mất vào năm 1311 thì ông quay trở về làm vua xứ Gruzia. Thống nhất toàn bộ các vùng đất đang do người Gruzia cai trị vào năm 1330. Khôi phục lại đất nước sau thời gian dài bị tàn phá cũng như nền văn hóa Thiên chúa giáo. |
| Giorgi V Uy vĩ (გიორგი V ბრწყინვალე) (1286/1289 – 1246) | không khung | 1330 – 1346                                                                           | Vương quốc Gruzia     | Không rõ Trước 1346 1 người con | Sau khi Davit VIII mất vào năm 1311 thì ông quay trở về làm vua xứ Gruzia. Thống nhất toàn bộ các vùng đất đang do người Gruzia cai trị vào năm 1330. Khôi phục lại đất nước sau thời gian dài bị tàn phá cũng như nền văn hóa Thiên chúa giáo. |
| Mikeli I (კმიქელ I) (Trước 1254 – 1329) | không khung | 1327 – 1329                                                                           | Tây Gruzia            | Không rõ Trước 1329 1 người con | Tuyên bố ngôi vương với đối thủ là anh trai Konstantine I. Tái chinh phục các đại quý tộc và các quan chức địa phương có quyền lực lớn hơn ở trong thời kỳ cai trị của Konstantine I. |
| Bagrat I Trẻ (ბაგრატ I მცირე) (Trước 1329 – 1372) |             | 1329 – 1330                                                                           | Tây Gruzia            | Con gái không rõ tên của Thân vương Qvarqvare II Jaqeli Trước 1358 3 người con | Còn nhỏ nên được nhiếp chính, sau đó bị hạ bệ bởi Giorgi V. |
| Davit IX (დავით IX) (Trước 1346 – 1360) |             | 1346 – 1360                                                                           | Vương quốc Gruzia     | Sindukhtar Trước 1360 2 người con | Gruzia chứng kiến sự suy tàn sau sự lan truyền của bệnh dịch hạch vào vương quốc năm 1346. Năm 1360, Gruzia để mất Armenia. |
| Bagrat V Vĩ đại (დავით IX) (Trước 1360 – 1393) |             | 1360 – 1387                                                                           | Vương quốc Gruzia     | Eleni Megali Komnini xứ Trapezous Trước 1366 1 người con Anna Megali Komnini xứ Trapezous Tháng 6 năm 1366 1 người con                                                                           | Là một nhà cai trị công bằng và nổi tiếng. Năm 1386, Thiết Mộc Chân dẫn quân xâm lược Gruzia và bao vây thủ đô Tlibisi. Thành phố thất thủ không lâu sau đó và Bagrat cùng gia quyến bị tống giam. Nhân cơ hội đó thì Công tước Aleksandre I xứ Imereti tuyên bố tái độc lập một lần nữa và đăng quang làm vua xứ Imereti vào năm 1387 tại Nhà thờ Gelati. Năm 1292 thì Bagrat đuợc thả ra và trở lại làm vua Gruzia nhưng mất không lâu sau đó. |
| Bagrat V Vĩ đại (დავით IX) (Trước 1360 – 1393) | 1387 – 1392 | Đông Gruzia                                                                           |                       | Eleni Megali Komnini xứ Trapezous Trước 1366 1 người con Anna Megali Komnini xứ Trapezous Tháng 6 năm 1366 1 người con                                                                           | Là một nhà cai trị công bằng và nổi tiếng. Năm 1386, Thiết Mộc Chân dẫn quân xâm lược Gruzia và bao vây thủ đô Tlibisi. Thành phố thất thủ không lâu sau đó và Bagrat cùng gia quyến bị tống giam. Nhân cơ hội đó thì Công tước Aleksandre I xứ Imereti tuyên bố tái độc lập một lần nữa và đăng quang làm vua xứ Imereti vào năm 1387 tại Nhà thờ Gelati. Năm 1292 thì Bagrat đuợc thả ra và trở lại làm vua Gruzia nhưng mất không lâu sau đó. |
| Bagrat V Vĩ đại (დავით IX) (Trước 1360 – 1393) | 1392 – 1393 | Vương quốc Gruzia                                                                     |                       | Eleni Megali Komnini xứ Trapezous Trước 1366 1 người con Anna Megali Komnini xứ Trapezous Tháng 6 năm 1366 1 người con                                                                           | Là một nhà cai trị công bằng và nổi tiếng. Năm 1386, Thiết Mộc Chân dẫn quân xâm lược Gruzia và bao vây thủ đô Tlibisi. Thành phố thất thủ không lâu sau đó và Bagrat cùng gia quyến bị tống giam. Nhân cơ hội đó thì Công tước Aleksandre I xứ Imereti tuyên bố tái độc lập một lần nữa và đăng quang làm vua xứ Imereti vào năm 1387 tại Nhà thờ Gelati. Năm 1292 thì Bagrat đuợc thả ra và trở lại làm vua Gruzia nhưng mất không lâu sau đó. |
| Aleksandre I (ალექსანდრე I) (Sau 1358 – 1389) |             | 1387 – 1389                                                                           | Vương quốc Imereti    | Anna Orbeliani Trước 1389 2 người con | |
| Giorgi I (გიორგი I) (Sau 1358 – 1392) |             | 1389 – 1392                                                                           | Vương quốc Imereti    | Không kết hôn | Năm 1392, xứ Imereti tái sát nhập trở lại vào Gruzia. |
| Giorgi VI (გიორგი VI) (Trước 1366 – 1407) |             | 1393 – Tháng 11 năm 1396                                                              | Vương quốc Gruzia     | Không kết hôn | Năm 1396 công tước xứ Imereti công bố độc lập một lần nữa khỏi Gruzia nhân lúc Giorgi VI đang chiến đấu chống lại Thiết Mộc Chân.. |
| Giorgi VI (გიორგი VI) (Trước 1366 – 1407) | 1396 – 1407 | Đông Gruzia                                                                           |                       | Không kết hôn | Năm 1396 công tước xứ Imereti công bố độc lập một lần nữa khỏi Gruzia nhân lúc Giorgi VI đang chiến đấu chống lại Thiết Mộc Chân.. |
| Konstantine II (კონსტანტინე II) (Sau 1358 – 1401) |             | Tháng 11 năm 1396 – 1401                                                              | Vương quốc Imereti    | Không kết hôn | Năm 1396, sau khi trở về xứ Imereti, ông tuyên bố độc lập khỏi chính quyền trung ương khỏi Gruzia |
| Konstantine I (კონსტანტინე I) (c. 1366 – 1412) | không khung | 1407 – 1412                                                                           | Đông Gruzia           | Natia Orbeliani c. 1389 3 người con | |
| Demetre I (დემეტრე I) (Trước 1389 – 1445) |             | 1401 – 1412                                                                           | Vương quốc Imereti    | Không rõ Trước 1445 2 người con | Từ năm 1412 ông chấp nhận quyền tôn chủ của Gruzia lên các vùng đất sau đó cai trị dưới tư cách là công tước. |
| Alexandre I Đại vương (ალექსანდრე I დიდი) (1386 – 1445/1446) | không khung | 1412 – 1442                                                                           | Vương quốc Gruzia     | Dulandukhti Orbeliani c. 1411 3 người con Tamar xứ Imereti c. 1414 1 người con | Giành lại xứ Imereti vào năm 1412. Dưới thời kỳ của ông, Gruzia ngày càng suy tàn bất chấp các nỗ lực của ông để cứu lấy vương quốc. Tình trạng phân quyền bên trong Gruzia ngày càng gia tăng do sự trì trệ diễn ra trong một khoảng thời gian rất dài trước đó. Là vị vua cuối cùng cai trị Gruzia độc lập. Thoái vị và trở thành tu sĩ vào năm 1442. |
| Demetre III (დიმიტრი III) (c. 1413 – 1453) |             | 1433 – 1446                                                                           | Vương quốc Gruzia     | Gulkhan xứ Imereti c. 1450 1 người con | Đồng cai trị cùng cha mình là Alexandre I và sau này là người anh em (khả năng là anh cao hơn) ruột của ông là Vakhtang IV. |
| Vakhtang IV (ვახტანგ IV) (c. 1413 – 1446) | không khung | 1442 – 1446                                                                           | Vương quốc Gruzia     | Sitikhatun Panaskerteli-Tsitsishvili c. 1442 Không có con | |
| Giorgi VIII (გიორგი VIII) (1417 – 1476) | không khung | 1446 – 1463                                                                           | Vương quốc Gruzia     | Tamar 1445 5 người con (?) Nestan-Darejani 1456 5 người con (?) | Năm 1463 ông mất xứ Imereti một lần nữa sau khi để thua trận và bị bắt giam trong trận Chikori. Năm 1465, ông bị bắt trong trận hồ Paravani và hệ quả là ông mất quyền kiểm soát ngôi vương Gruzia. Ông sau này có nỗ lực phục vị nhưng không thành công, do vậy ông chỉ cai trị xứ Kakheti cho đến lúc mất. |
| Giorgi VIII (გიორგი VIII) (1417 – 1476) | không khung | 1463 – 1466                                                                           | Đông Gruzia           | Tamar 1445 5 người con (?) Nestan-Darejani 1456 5 người con (?) | Năm 1463 ông mất xứ Imereti một lần nữa sau khi để thua trận và bị bắt giam trong trận Chikori. Năm 1465, ông bị bắt trong trận hồ Paravani và hệ quả là ông mất quyền kiểm soát ngôi vương Gruzia. Ông sau này có nỗ lực phục vị nhưng không thành công, do vậy ông chỉ cai trị xứ Kakheti cho đến lúc mất. |
| Giorgi VIII (გიორგი VIII) (1417 – 1476) | không khung | 1466 – 1476                                                                           | Vương quốc Kakheti    | Tamar 1445 5 người con (?) Nestan-Darejani 1456 5 người con (?) | Năm 1463 ông mất xứ Imereti một lần nữa sau khi để thua trận và bị bắt giam trong trận Chikori. Năm 1465, ông bị bắt trong trận hồ Paravani và hệ quả là ông mất quyền kiểm soát ngôi vương Gruzia. Ông sau này có nỗ lực phục vị nhưng không thành công, do vậy ông chỉ cai trị xứ Kakheti cho đến lúc mất. |
| Bagrat VI (ბაგრატ VI) (1439 – 1478) |             | 1463 – 1466                                                                           | Vương quốc Imereti    | Elene ? (Mất 3 tháng 11 năm 1510) 3 người con | Cháu nội của Konstantine I xứ Gruzia. Năm 1463 tự tuyên bố là vua xứ Imereti, năm 1466 tuyên bố là vua xứ Kartli, thống nhất xứ này với vùng Imereti mà trước đó ông đã kiểm soát. |
| Bagrat VI (ბაგრატ VI) (1439 – 1478) | 1466 – 1478 | Vương quốc Gruzia                                                                     |                       | Elene ? (Mất 3 tháng 11 năm 1510) 3 người con | Cháu nội của Konstantine I xứ Gruzia. Năm 1463 tự tuyên bố là vua xứ Imereti, năm 1466 tuyên bố là vua xứ Kartli, thống nhất xứ này với vùng Imereti mà trước đó ông đã kiểm soát. |
| Alexandre I (ალექსანდრე I) (1445 – 1511) |             | 1476 – 27 tháng 4 năm 1511                                                            | Vương quốc Kakheti    | Anna Choloqashvili/Tinatini (Không chắc chắn hai cái tên này là cùng một người) 2 người con | Bị ám sát bởi con trai là Giorgi II xứ Kakheti. |
| Alexandre II (ალექსანდრე II) (Trước 1478 – 1510) | không khung | 1476 – 1488                                                                           | Vương quốc Gruzia     | Tamar ? (Mất 12 tháng 3 năm 1510) 7 người con | Bị hạ bệ bởi Konstantine II. Ông sau này tái chinh phục lại xứ Imereti sau thất bại của Constantine II trước Qvarqvare II Jaqeli, một trong những thân vương hùng mạnh của xứ Samtskhe. Tuy vậy, vào năm sau, ông để mất Kutaisi vào tay Constantine II một lần nữa. Năm 1488, ông lợi dụng sự kiện người Aq Qoyunlu xâm lược Gruzia để khôi phục ngôi vương xứ Imereti |
| Alexandre II (ალექსანდრე II) (Trước 1478 – 1510) | không khung | 1488 – 1 tháng 4 năm 1510                                                             | Vương quốc Imereti    | Tamar ? (Mất 12 tháng 3 năm 1510) 7 người con | Bị hạ bệ bởi Konstantine II. Ông sau này tái chinh phục lại xứ Imereti sau thất bại của Constantine II trước Qvarqvare II Jaqeli, một trong những thân vương hùng mạnh của xứ Samtskhe. Tuy vậy, vào năm sau, ông để mất Kutaisi vào tay Constantine II một lần nữa. Năm 1488, ông lợi dụng sự kiện người Aq Qoyunlu xâm lược Gruzia để khôi phục ngôi vương xứ Imereti |
| Konstantine II (კონსტანტინე II) (1447 – 1505) |             | 1478 – 1488                                                                           | Vương quốc Gruzia     | Tamar 1473 11 người con | Cháu nội Alexandre I của Gruzia. Đầu những năm 1490 ông buộc phải chấp nhận quyền độc lập của xứ Imereti và Kakheti để có thể cai trị hạn chế hơn ở xứ Karli. |
| Konstantine II (კონსტანტინე II) (1447 – 1505) | 1488 – 1505 | Vương quốc Kartli (Trực thuộc Gruzia)                                                 |                       | Tamar 1473 11 người con | Cháu nội Alexandre I của Gruzia. Đầu những năm 1490 ông buộc phải chấp nhận quyền độc lập của xứ Imereti và Kakheti để có thể cai trị hạn chế hơn ở xứ Karli. |
| Năm 1490, hội đồng quý tộc dân tộc của vương quốc Gruzia chấp nhận phân chia vương quốc Gruzia thành ba nhà nước độc lập với nhau sau thời gian dài nội loạn. Các vị vua Gruzia (có lẽ thuộc nhánh chính) cai trị phần lãnh thổ nằm giữa và cũng là lớn nhất của Vương quốc Gruzia mà sau này đổi tên thành Kartli. Hai vương quốc còn lại thuộc nhà Bagration nổi lên sau sự phân chia đó là Imereti và Kakheti.                                                     |             |                                                                                       |                       | | |

## Thời kỳ phân chia
Nhà Gurieli và một số gia tộc không thuộc nhà Bagration khác nắm quyền cai trị.
| Tên (Sinh – mất) | Chân dung                                           | Thời gian trị vì                           | Phần lãnh thổ cai trị     | Hôn nhân | Ghi chú |
| --- | --------------------------------------------------- | ------------------------------------------ | ------------------------- | --- | --- |
| Davit X (დავით X) (1482 – 1526) | không khung                                         | 1505 – 1526                                | Vương quốc Kartli         | Nestan-Darejani Baratashvili Không có con Elene ? (Mất 1554) 8 người con | Mặc dù đã công nhận quyền độc lập của các vương quốc Imereti và Kakheti thi ông vẫn bị những người cai trị cùng thời của hai vương quốc quấy rối tấn công (Alexandre II xứ Imereti và Giorgi II xứ Kakheti). Thoái vị và nhường ngôi cho em trai mình là Giorgi IX. |
| Bagrat III (ბაგრატ III) (1495 – 1565) | không khung                                         | 1 tháng 4 năm 1510 – Tháng 9 năm 1565      | Vương quốc Imereti        | Elene ? (Mất 1565) 6 người con | Đối mặt với cuộc xâm lược của người Thổ Osman cùng các đồng minh sau này của họ là các vương công xứ Mingrelia, Guria, và Abkhazia. |
| Giorgi II Xấu xa (გიორგი II) (1464 – 1513) |                                                     | 27 tháng 4 năm 1511 – 1513                 | Vương quốc Kakheti        | Elene Irubakidze-Choloqashvili ? (Mất 1532) 3 người con | Đột kích không thành vào xứ Kartli. Bị bắt giam và giết không lâu sau đó. |
| Kakheti sát nhập trong một khoảng thời gian ngắn vào Kartli (1513 – 1520) |                                                     |                                            |                           | | |
| Levani (ლევანი) (1504 – 1574) | không khung                                         | 1520 – 1574                                | Vương quốc Kakheti        | Tinatin Gurieli ? (Ly hôn 1559) 2 người con Con gái chưa rõ tên của Kamal Kara-Musel, Shamkhal xứ Tarku 14 người con                                                                                                   | Tái khôi phục xứ Kakheti sau một thời gian ngắn bị chiếm giữ bởi xứ Kartli. |
| Giorgi IX (გიორგი IX) (? – 1539) |                                                     | 1525 – 1527/1534                           | Vương quốc Kartli         | Không kết hôn | Thoái vị và nhường ngôi cho em trai mình. |
| Luarsab I (ლუარსაბ I) (1502/1509 – 1556/1558) |                                                     | 1527/1534 – 1556/1558                      | Vương quốc Kartli         | Tamar xứ Imereti ? (Mất 1556) 8 người con | Thời kỳ cai trị của ông đánh dấu sự xâm lược kéo dài của nhà Safavid vào xứ Kartli. Mất trong trận Garisi. |
| Simon I Vĩ đại (სიმონ I დიდი) (1537 – 1611) | không khung                                         | 1556/1558 – 1569                           | Vương quốc Kartli         | Tamar xứ Imereti ? (Mất 1556) 8 người con | Thời ký cai trị thứ nhất của ông đánh dấu bằng chiến tranh chống nhà Safavid xâm lược. Sau một thời gian dài chiến đấu thì vào năm 1569 ông bị người Safavid bắt làm tù binh tại P'artskhisi, |
| Giorgi II (გიორგი II) (Trước 1510 – 1585) | không khung                                         | Tháng 9 năm 1565 – 1585                    | Vương quốc Imereti        | Không rõ tên 1 người con Rusudani Shervashidze ? (Mất 1578) 2 người con Tamar Diasamidze ? (Mất 1586) 3 người con | Tham chiến trong cuộc nội chiến của các vương công trong xứ Imereti ngay sau khi ông lên kế nhiệm. Sau này ông bị buộc chở thành chư hầu của người Ottoman và chỉ huy quân sự trong cuộc đột kích vào vương quốc Kartli. |
| Davit XI/Dāwūd Khan II (დავით XI/დაუთ-ხანი) (Sau 1537 – 1611) | ? (Không rõ phải chân dung chính xác của ông không) | 1569 – 1578                                | Vương quốc Kartli         | Không kết hôn | Cải sang đạo Hồi, ông được chọn Tahmasp II làm người cai trị xứ Karli, lúc này là vuong quốc tồn tại với tư cách là chư hầu của người Safavid. Sau này khi Ba Tư thả Simon ra để quay trở về xứ Karli thì ông này trở cờ theo phe Ottoman và sống lưu vong tại Constantinople cho đên lúc mất. |
| Simon I Vĩ đại (სიმონ I დიდი) (1537 – 1611) | không khung                                         | 1578 – 1599                                | Vương quốc Kartli         | Tamar xứ Imereti 1559 8 người con | Năm 1578, ông được người Ba Tư thả ra và trở về cai trị xứ Kartli, lúc này là với tư cách là môt chư hầu của người Ba Tư. Thời kỳ cai trị thứ hai này của ông đánh dấu cuộc chiến chống lại người Ottoman với tư cách là chư hầu nhà Safavid. Ông bị bắt trong trận Nakhiduri năm 1599. Mất trong cảnh tù đày tại Constantinople |
| Alexandre II (ალექსანდრე II) (1527 – 1605) | không khung                                         | 1574 – 1601                                | Vương quốc Kakheti        | Tinatin Amilakhvari 7/8 người con | Cố gắng thiết lập ngoại giao với Sa quốc Nga vào năm 1576. Bị con trai mình lật đổ năm 1601 và bị buộc phải vào tu viện sống. |
| Levani (ლევანი) (1573 – 1590) |                                                     | 1585 – 1588                                | Vương quốc Imereti        | Marekhi Dadiani Không có con | Khi mới lên ngôi, ông đối mặt với cuộc nổi loạn của người chú Konstantine nằm thách thức ngôi vị của ông và kiểm soát được Thượng Imereti. Sau đó ông hợp tác với vương công xứ Margalepi là Mamia IV Dadiani và buộc được người chú của mình đầu hàng năm 1587. Bị xâm lược bời người cai trị vương quốc Kartli láng giềng là Simon I nhưng lấy lại được ngôi vương vào năm sau. Sau đó không lâu thì ông xung đột cùng đồng minh cũ là Mamia IV Dadiani rồi bị ông này đánh bại và tống giam tại thành Shkheti nơi ông mất vào năm 1590. |
| Rostomi (როსტომი) (1571 – 1605) | không khung                                         | 1588 – 1589                                | Vương quốc Imereti        | Không kết hôn | Được dựng lên sau khi Levani bị tống giam năm 1588 bởi Mamia IV Dadiani. Tranh chấp với vương công chư hầu danh nghĩa xứ Gurria là Giorgi II Gurieli, người dẫn quân Ottoman vào nhằm phục vị cho người họ hàng của Rostomi là Bagrat IV. Ông sau đó chạy trốn đến Mingrelia và tiếp tục tranh chấp ngai vàng xứ Imereti. |
| Bagrat IV (ბაგრატ IV) (1495 – 1565) |                                                     | 1589 – 1590                                | Vương quốc Imereti        | Không kết hôn | Lật đổ Rostomi dưới sự trợ giúp của Giorgi II Gurieli. Cai trị trong một thời gian ngắn trước khi bị Simon I xứ Kartli lật đổ. |
| Rostomi (როსტომი) (1571 – 1605) | không khung                                         | 1590 – 1605                                | Vương quốc Imereti        | Không kết hôn | Lật đổ sự cai trị của Simon xứ Kartli dưới sự giúp sức của các quý tộc Simon sau khi ông này cai trị xứ Imereti trong một thời gian ngắn vào năm 1590. Tuy nhiên thời kỳ cai trị thứ hai của ông tại xứ Imereti bị chi phối bởi tầng lớp quý tộc đứng đầu là vương công xứ Mingrelia. |
| Giorgi X (გიორგი X) (1561 – 1606) |                                                     | 1599 – 7 tháng 9 năm 1606                  | Vương quốc Kartli         | Mariam/Tamar Liparitian 15 tháng 9 năm 1578 5 người con | Nắm quyền xứ Kartli khi cho ông là Simon I bị bắt giữ bởi người Ottoman. Nhiều lần chuộc cha không thành công, ông quay sang chống người Thổ (sau này được Abbas I nhà Safavid giúp sức) và giành lại được Lorri và sau là đánh chiếm Erivan. Tiếp tục liên lạc với người Nga dưới quyền Boris Godunov ở phía Bắc nhưng không được thành công lắm. |
| Davit I (დავით I) (1569 – 1602) | không khung                                         | 1601 – 21 tháng 10 năm 1602                | Vương quốc Kakheti        | Ketevan Tử đạo xứ Mukhrani 1581 4 người con | Giữa năm 1601, ông lợi dụng tình hình sức khỏe không tốt của cha mình và nhân cơ hội này nắm lấy quyền kiểm soát chính quyền. Tuy nhiên ông mất không lâu sau đó và cha ông theo đó khôi phục lại đựoc quyền lực. |
| Alexandre II (ალექსანდრე II) (1527 – 1605) | không khung                                         | 21 tháng 10 năm 1602 – 12 tháng 3 năm 1605 | Vương quốc Kakheti        | Tinatin Amilakhvari 7/8 người con | Phục vị sau khi Davit (con trai Alexander II) mất. Tiếp tục mối quan hệ chư hầu tay ba giữa người Ottoman (sau này ông trở cờ hoàn toàn theo phe Ba Tư), Sa quốc Nga và nhà Safavid. Bị một người con khác của mình là Constantine giết vì sự thân thiện đối với các phái đoàn Nga đến đây, đối lập với sự thân Ba Tư của con trai thứ Constantine. |
| Konstantine I/ Hãn Kustandil (დავით I) (1569 – 1602) |                                                     | 12 tháng 3 năm 1605 – 22 tháng 10 năm 1605 | Vương quốc Kakheti        | Cháu gái không rõ tên của Alexandre II (?) | Ông ám sát Alexsandre và Giorgi và tuyên bố mình là vua xứ Kakheti, tuy nhiên, các thần dân của ông không chấp nhận sự cai trị của ông và nổi loạn dưới sự lãnh đạo của Ketevan Người tử đạo (Giorgi X xứ Kartli giúp sức dưới sự yêu cầu của Ketevan). Konstantine không thể trấn áp tất cả các cuộc nổi loạn của quý tộc và cuối cùng phải chạy trốn khỏi đất nước và bị giết trên đường tháo chạy. |
| Giorgi III (გიორგი III) (Trước 1605 – 1639) | không khung                                         | 1605 – 1639                                | Vương quốc Imereti        | Tamar ? (Mất c.1639) Không có con | Thời kỳ cai trị của ông là cuộc tranh chấp quyết liệt với vị quý tộc đầy năng lượng xứ Mingrelia là Levan II Dadiani, người đã gia tăng ảnh hưởng lên khu vực miền Tây Gruzia mà Giorgi thất bại để lấy lại quyền lực này. |
| Teimuraz I (თეიმურაზ I) (Dưới quyền nhiếp chính của Ketevan Người tử đạo (1605 – 1614)) (Trước 1605 – 1661) | không khung                                         | 22 tháng 10 năm 1605 – 1648                | Vương quốc Kakheti        | Ana Gurieli ? (Mất c.1639) Không có con Khoreshani xứ Kartli 1612 2 người con | Được các phe phái nổi dậy dưới quyền Ketevan tôn lên lằm vua và gửi thư sang cho Shah Abbas I yêu cầu chấp nhận Teimuraz I và được vị shah Iran chấp nhận lên làm vua. Từ năm 1614, ông bắt đầu thời kỳ xung đột dai dẳng với đế quốc Safavid cho đến năm 1661. Năm 1661, sau khi chạy trốn lần cuối khỏi đất nước khoảng 13 năm và xin viện từ Nga không được, ông quay trở về trở thành tu sĩ tại Imereti và từ bỏ mọi nỗ lực chống Ba Tư. Sau này, ông bị người cai trị mới của xứ Imereti là Vakhtang V giao nộp cho người Ba Tư và mất tại đây. |
| Khaketi sát nhập vào Kartli (1625 – 1633) và sau là sát nhập vào đế quốc Safavid (1633 – 1634). |                                                     |                                            |                           | | |
| Luarsab II Thánh tử đạo (ლუარსაბ II) (Dưới quyền nhiếp chính của Shadiman Baratashvili) (1592 – 1615) | không khung                                         | 7 tháng 9 năm 1606 – 1 tháng 7 năm 1615    | Vương quốc Kartli         | Makrine Saakadze Không có con | Lên ngôi khi mới 14 tuổi, ông được người Ba Tư xác nhận là vua xứ Kartli sau khi người Ottoman bị đánh đuổi khỏi Tbilisi. Thời kỳ của ông cai trị đánh dấu sự chi phối của đại quý tộc và cũng là thầy dạy của ông là Shadiman Baratashvili lên triều đình Kartli cũng như đối mặt cuộc đấu tranh căng thẳng với người Ba Tư trên bình diện ngoại giao cũng như là quân sự. Bị xử tử bởi shah Abbas I. |
| Bagrat VII/Hãn Bagrat (ლუარსაბ II) (c. 1569 – 1619) |                                                     | 1 tháng 7 năm 1615 – 1619                  | Vương quốc Kartli         | Ana Bagrationi 2 người con | Được người Ba Tư chọn làm vua bù nhìn xứ Karli thay cho chắt là Lusarab II vừa mới bị phế truất. Chỉ cai trị xứ Hạ KarTli và phải phụ thuộc vào các lực lượng chiếm đóng của người Ba Tư để cai trị do không được lòng dân chúng cũng như không thể liểm soát hiệu quả các nhóm quý tộc "nghe lời" ông. |
| Simon II/Hãn Semayun (სიმონ II) (c. 1610 – 1630) |                                                     | 1619 – 1630                                | Vương quốc Kartli         | Jahan Banu Begum 1 người con | Con của Bagrat VII. Giống như cha mình, ông không thể cai trị ra khỏi vùng Hạ Kartli và thành Tbilisi. Tham gia các chién dịch quân sự của người Ba Tư chống lại Teimuraz I xứ Kakheti. Bị giết bởi một quý tộc thân Teimuraz vào năm 1630. |
| Kartli sát nhập vào xứ Khaketi (1630 – 1633) |                                                     |                                            |                           | | |
| Rostomi/Hãn Rustam (როსტომი/როსტომ ხანი) (1565 – 1658) | không khung                                         | 1633 – 1658                                | Vương quốc Kartli         | Ketevani Abashishvili 1635 Không có con Mariam Dadiani 1638 (?) Không có con | Được bổ nhiệm làm vua bởi người Ba Tư, ông cai trị xứ Kartli cho đến lúc mất .Thời kỳ cai trị của ông đánh dấu quá trình khôi phục lãnh thổ sau sự tàn phá của chiến tranh cũng như sự du nhập văn hóa Ba Tư vào Gruzia. |
| Alexandre III (ალექსანდრე III) (1609 – 1660) | không khung                                         | 1639 – 1 tháng 3 năm 1660                  | Vương quốc Imereti        | Tamar Gurieli 1618 (Ly hôn 1620) 3 người con Nestan-Darejani xứ Kakheti 1629 Không có con | Phần lớn thời gian cai trị của ông là cuộc đấu tranh chống lại vị vương công đầy quyền lực của xứ Samegrelo là Levan II Dadiani, người không chấp nhận ngôi vương của ông và tìm mọi cách lật đổ Alexandre III vì ngai vàng của Levan II. |
| Vakhtang V (ვახტანგ V) (1618 – 1675) |                                                     | 1658 – Tháng 9 năm 1675                    | Vương quốc Kartli         | Rodam Qaplanishvili-Orbeliani ? (Ly hôn 1658) 10 người con Mariam Dadiani 1658 Không có con | Cai trị với tư cách là chư hầu của người Ba Tư. Là người cai trị đầu tiên thuộc nhánh Mukhranbatonebi của gia tộc Bagration. Được Rostom bổ nhiệm vào vị trí sau do ông này không thể có con trước khi qua đời. Duy trì hòa bình và khôi phục kinh tế xứ Kartli. Can thiệp vào tình hình chính trị nội bộ của vương quốc láng giềng là Imereti. |
| Bagrat V (ბაგრატ V) (1620 – 1681) |                                                     | 1660 – 1661                                | Vương quốc Imereti        | Ketevani xứ Kakheti 1660 (Ly hôn 1662) Không có con Tatia Mukhranbatoni 1662/1663 (Ly hôn 1663) Không có con Tamar Mukhranbatoni 1663 (Sau khi bị tách ra khỏi chồng mà chưa ly hôn với chồng) 5 người con             | Con cả của Alexander III xứ Imereti, kế thừa vua cha sau cái chết của ông này vào năm 1660. Bị mẹ kế là Nestan-Darejani bắt giữ và chọc mù mắt vì không chấp nhận yêu sách của bà khi bà phá vỡ liên minh khi tự mình đề cử là cô dâu của Bagrat thay cho người cháu gái của bà là Ketevan. |
| Vakhtang Chuchuniashvili (ვახტანგ ჭუჭუნაშვილი) (? – 1668) |                                                     | 1660 – 1661                                | Vương quốc Imereti        | Nestan-Darejani xứ Kakheti Sau 4 tháng 3 năm 1660 Không có con | Họ hàng xa của nhà Bagration. Được Nestan-Darejani cưới và đưa lên ngai vàng xứ Imereti. Năm sau thì ông bị chọc mù mắt và bị các quý tộc chống đối dưới sự hỗ trợ của người Ottoman đánh đuổi và phải chạy đến nương náu tại Akhaltsikhe do pasha xứ này (vùng Akhaltsikhe lúc này do người Ottoman nắm giữ). |
| Vameq Dadiani (ვამეყ დადიანი) (? – 1661) | không khung                                         | 1661                                       | Vương quốc Imereti        | Elene Gurrieli 3 người con | Vương công xứ Samegrelo thuộc gia tộc Dadiani, lên làm vua xứ Imereti (dưới sự trợ giúp của các quý tộc hạ Imereti) sau khi giam giữ nữ vương Nestan cùng Vakhtang Chuchuniashvili và chọc mù mắt Vakhtang xứ Imereti. Liên minh ngầm với Vakhtang V xứ Kartli nhưng sau đó phá vỡ liên minh này. Mất khi đang ẩn náu tại vùng núi xứ Svaneti khi đang chiến đấu chống lại Karli và các vương công đồng minh xứ Imereti. |
| Archil (არჩილ) (1647 – 1713) | không khung                                         | 1661 – 1663                                | Vương quốc Imereti        | Con gái của Nodar Tsitsishvili Không có con Ketevani xứ Kakheti 1668 4 người con | Đăng quang bởi vua cha là Vakhtang V xứ Imereti. Buộc phải rời ngôi vua lần thứ nhất do sức ép của người Ottoman. Thay vào đó, ông quay trở về cai trị xứ Kakheti cùng Vakhtang năm 1664. Đánh bại quân đội của vương tử và cũng là anh rể là Erekle nhằm bảo vệ ngôi vương của mình ở xứ Kakheti. Năm 1675, ông rời bỏ ngôi vương xứ Khaketi do các âm mưu của người Ba Tư và đào thoát cùng anh trai Luarsab nhằm giành lấy vương quyền xứ Imereti |
| Archil (არჩილ) (1647 – 1713) | không khung                                         | 1664 – 1675                                | Vương quốc Kakheti        | Con gái của Nodar Tsitsishvili Không có con Ketevani xứ Kakheti 1668 4 người con | Đăng quang bởi vua cha là Vakhtang V xứ Imereti. Buộc phải rời ngôi vua lần thứ nhất do sức ép của người Ottoman. Thay vào đó, ông quay trở về cai trị xứ Kakheti cùng Vakhtang năm 1664. Đánh bại quân đội của vương tử và cũng là anh rể là Erekle nhằm bảo vệ ngôi vương của mình ở xứ Kakheti. Năm 1675, ông rời bỏ ngôi vương xứ Khaketi do các âm mưu của người Ba Tư và đào thoát cùng anh trai Luarsab nhằm giành lấy vương quyền xứ Imereti |
| Demetre Gurieli (დემეტრე გურიელი) (? – 1668) |                                                     | 1663 – 1664                                | Vương quốc Imereti        | Nestan-Darejani xứ Kakheti Sau 4 tháng 3 năm 1630 Không có con | Vương công xứ Samegrelo thuộc gia tộc Dadiani, lên làm vua xứ Imereti sau khi con của Vakhtang V xứ Kartli là Archili thoái vị. Bị các quý tộc phế truất và chọc mù mắt. |
| Bagrat V (ბაგრატ V) (1620 – 1681) |                                                     | 1664 – 1668                                | Vương quốc Imereti        | Ketevani xứ Kakheti 1660 (Ly hôn 1662) Không có con Tatia Mukhranbatoni 1662/1663 (Ly hôn 1663) Không có con Tamar Mukhranbatoni 1663 (Sau khi bị tách ra khỏi chồng mà chưa ly hôn với chồng) 5 người con             | Được các quý tộc trung thành giúp đỡ lên ngôi vương lần hai. Bị nữ vương Dajeran, người đang lưu vong tại tỉnh Akhaltsikhe do Ottoman nắm giữ, phế truất lần hai này dưới sự hỗ trợ quân sự của pasha xứ Akhaltsikhe. |
| Vakhtang Chuchuniashvili (ვახტანგ ჭუჭუნაშვილი) (? – 1668) |                                                     | 1668                                       | Vương quốc Imereti        | Nestan-Darejani xứ Kakheti Sau 4 tháng 3 năm 1630 Không có con | Được pasha xứ Akhaltsikhe khôi phục chức vị năm 1668 nhưng được cho là đã chết cùng với Nestan-Darejani trong một vụ ám sát tại cung điện tại Kutaisi. |
| Bagrat V (ბაგრატ V) (1620 – 1681) |                                                     | 1668/1669 – 1678                           | Vương quốc Imereti        | Ketevani xứ Kakheti 1660 (Ly hôn 1662) Không có con Tatia Mukhranbatoni 1662/1663 (Ly hôn 1663) Không có con Tamar Mukhranbatoni 1663 (Sau khi bị tách ra khỏi chồng mà chưa ly hôn với chồng) 5 người con             | Lên ngôi lần thứ ba sau khi nữ vương Darejan cùng những kẻ có thể tiếm ngôi liên quan đến bà mất. Bị phế truất bởi Vakhtang V xứ Kartli vào năm 1678. |
| Giorgi XI/Hãn Gurgin (გიორგი XI) (1651 – 1709) | không khung                                         | 1675 – 1688                                | Vương quốc Kartli         | Tamar Bagration-Davitashvili 1676 2 người con Khoreshan Mikeladze 1687 1 người con | Tự tuyên bố là vua theo công giáo và trung thành với giáo hoàng Innocent XI. Phá vỡ liên minh với người Ba Tư và nổi loạn năm 1688 nhưng bị sultan Soileyman phế truất và trao ngôi vương cho vị quân chủ xứ Kakheti đối địch là Erekle I. |
| Erekle I/ Hãn Kustandil/Hãn Nazar Ali (ერეკლე I) (1642 – 1709) | không khung                                         | 1675 – 1676                                | Vương quốc Kakheti        | Anna Choloqashvili 1677 3/4 người con | Cháu của Teimuraz I. Tuyên bố ngôi lần đầu sau khi Archil từ bỏ ngai vàng xứ Kakheti. Từ chối cải sang đạo Hồi, ông bị trục xuất khỏi ngôi vương của mình và xứ Kakheti nhắm dưới sự đô hộ trực tiếp của người Ba Tư. Sau đó, dưới sức ép của người Ba Tư, ông cải sang đạo Hồi với tên hiệu là Nazar Ali Khan và được sultan Husayn giao cho ngôi vương xứ Kartli thay cho vị vua vừa mới bị phế truất của xứ này vào năm 1688. Tuy nhiên, với sự cai trị thiếu hiệu quả của ông tại xứ Kartli và sự gia tăng tin tưởng của ông dành cho Giorgi XI, Nazar Ali Khan bị phế truất khỏi ngôi vương Kartli năm 1703. |
| Erekle I/ Hãn Kustandil/Hãn Nazar Ali (ერეკლე I) (1642 – 1709) | không khung                                         | 1688 – 1703                                | Vương quốc Kartli         | Anna Choloqashvili 1677 3/4 người con | Cháu của Teimuraz I. Tuyên bố ngôi lần đầu sau khi Archil từ bỏ ngai vàng xứ Kakheti. Từ chối cải sang đạo Hồi, ông bị trục xuất khỏi ngôi vương của mình và xứ Kakheti nhắm dưới sự đô hộ trực tiếp của người Ba Tư. Sau đó, dưới sức ép của người Ba Tư, ông cải sang đạo Hồi với tên hiệu là Nazar Ali Khan và được sultan Husayn giao cho ngôi vương xứ Kartli thay cho vị vua vừa mới bị phế truất của xứ này vào năm 1688. Tuy nhiên, với sự cai trị thiếu hiệu quả của ông tại xứ Kartli và sự gia tăng tin tưởng của ông dành cho Giorgi XI, Nazar Ali Khan bị phế truất khỏi ngôi vương Kartli năm 1703. |
| Kakheti sát nhập vào Ba Tư (1676 – 1703) |                                                     |                                            |                           | | |
| Archil (არჩილ) (1647 – 1713) | không khung                                         | 1678 – 1679                                | Vương quốc Imereti        | Con gái của Nodar Tsitsishvili Không có con Ketevani xứ Kakheti 1668 4 người con | Lên ngôi lần thứ hai tại Kutaisi với sự trợ giúp của pasha xứ Akhaltsikhe mà không thông qua Bāb-ı Ālī (cơ quan trung ương của chính quyền Iran thời đó), khiến cho vị pasha bị hành quyết còn ông thì bị phế truất khỏi ngôi vương xứ Imereti. |
| Bagrat V (ბაგრატ V) (1620 – 1681) |                                                     | 1679 – 1681                                | Vương quốc Imereti        | Ketevani xứ Kakheti 1660 (Ly hôn 1662) Không có con Tatia Mukhranbatoni 1662/1663 (Ly hôn 1663) Không có con Tamar Mukhranbatoni 1663 (Sau khi bị tách ra khỏi chồng mà chưa ly hôn với chồng) 5 người con             | Lên ngôi lần thứ tư dưới sự giúp sức của người Ottoman vài cai trị cho đến lức mất. |
| Giorgi IV Gurieli (გიორგი III გურიელი) (? – 1684) |                                                     | 1681 – 1683                                | Vương quốc Imereti        | Tamar Chijavadze 1667 5 người con Darejani xứ Imereti ? (Ly hôn 1681) Không có con Tamar Mukhranbatoni 1681 Không có con Con gái của Shoshita II 1683 Không có con                                                     | Vương công xứ Samegrelo thuộc gia tộc Dadiani, được các quý tộc ủng hộ lên làm vua xứ Imereti sau khi Bagrat V mất còn con trai của ông này là Alexandre IV thì bị giam giữ làm con tin tại xứ Kartli. Mất trong khi chiến đấu nhằm tranh giành ngai vàng xứ Imereti. |
| Alexandre IV (ალექსანდრე IV) (1681 – 1695) |                                                     | 1683 – Tháng 8 năm 1690/1691               | Vương quốc Imereti        | Tamar Abashidze 1691 Không có con | Lên ngôi lần thứ nhất sau khi hạ bệ Giorgi III xứ Guria và đến năm sau thì người Ottoman thừa nhận quyền cai trị của ông trên toàn xứ Imereti. Ông sau này chuyển sang trở thành chư hầu cho người Ba Tư lúc này do Suleiman I cai trị thoát khỏi sự kiểm soát của người Ottoman, nhưng quân đội của ông bị đẩy lui và phải chạy đến xứ Kartli vào tháng 8 năm 1690. |
| Archil (არჩილ) (1647 – 1713) | không khung                                         | Tháng 8 năm 1690/1691 – 1691               | Vương quốc Imereti        | Con gái của Nodar Tsitsishvili Không có con Ketevani xứ Kakheti 1668 4 người con | Lên ngôi lần thứ ba với sự ủng hộ từ phía Giorgi XI xứ Kartli sau một thời gian ông lưu vong ở Nga. Bị phế truất bởi các quý tộc địa phương ủng hộ Alexandre IV trong cuộc chiến giữa Ottoman và chư hầu là Alexandre IV với ông vào năm 1691. |
| Alexandre IV (ალექსანდრე IV) (1681 – 1695) |                                                     | 1691 – 1695                                | Vương quốc Imereti        | Tamar Abashidze 1691 Không có con | Lên ngôi lần thứ hai sau khi người Ottoman công nhận quyền cai trị của ông đối với xứ Imereti trong một thỏa thuận (giữa ai với ai giữa các nguồn còn mâu thuẫn người Ba Tư, với xứ Kartli hay là với người Ottoman đến giờ vẫn chưa rõ). Bị các quý tộc chống đối bắt giao nộp cho vị quân chủ đương nhiệm xứ Kartli là Erekle và xử tử gần nhà thời tại Ruisi. |
| Archil (არჩილ) (1647 – 1713) | không khung                                         | 1695 – 1696                                | Vương quốc Imereti        | Con gái của Nodar Tsitsishvili Không có con Ketevani xứ Kakheti 1668 4 người con | Lên ngôi lần thứ tư sau khi Alexandre IV xứ Imereti bị phế truất. Bị các quý tộc phế truất ngay năm sau đó nhằm đưa Giorgi V Gochia lên ngôi. |
| Giorgi V Gochia (გიორგი V გოჩია) (? – 1695) |                                                     | 1696 – 1698                                | Vương quốc Imereti        | Tamar Abashidze 1696 Không có con | Cai trị dưới quyền của vị vương công Giorgi-Malakia Abashidze, sau bị ông này cũng vương công xứ Dachia là Shoshita III phế truất do sự nhu nhược của ông trong trị quốc. |
| Archil (არჩილ) (1647 – 1713) | không khung                                         | 1698 – 1699                                | Vương quốc Imereti        | Con gái của Nodar Tsitsishvili Không có con Ketevani xứ Kakheti 1668 4 người con | Lên ngôi lần thứ năm dưới sức ép của gia đình vào năm 1698 khi các quý tộc phế truất Giorgi Gochia năm 1697. Bị đánh bật khỏi xứ Imereti trong một cuộc xâm lược của người Thổ Nhĩ Kỳ dưới sự hỗ trợ của người Kartli. Bị giới quý tộc quay lưng trong cuộc chiến chống người Thổ Osman, Archil buộc lòng phải chạy lên vùng núi phía Bắc Gruzia và sau là chạy sang Nga. Mất tại Nga năm 1713. |
| Simon (სიმონი) (? – 1701) |                                                     | 1699 – 1701                                | Vương quốc Imereti        | Anika Abashidze 1699 Không có con | Con hoang của Alexandre IV xứ Imereti, ông được người Ottoman đưa về từ triều đình Kartli nhằm đưa lên ngôi vương mà vua Archil bỏ lại. Trong thời gian trị vì ông bị Giorgi-Malakia Abashidze và con gái thứ hai của ông này là Tamar trục xuất trở lại triều đình Kartli, và ông chỉ trở lại ngôi vương nhờ sự giúp đỡ của Mamia III Gurieli, vương công xứ Guria. Bị ám sát trong cung điện của vị vương công xứ Guria trong một âm mưu giữa các quý tộc nhằm thuyết phục vị vương công Mamia III giết Simon xứ Imereti với phần thưởng cho vị vương công này là ngai vàng xứ Imereti. |
| Mamia Gurieli Vĩ đại (მამია III გურიელი დიდი) (? – 1714) | không khung                                         | 1701 – 1702                                | Vương quốc Imereti        | Elene Abashidze 1698 (Ly hôn năm 1711) 7 người con Tamar Eristavi ? (Mất c. 1716) Không có con | Vương công xứ Guria thuộc nhà Gurieli. Năm 1701, ông đặt Simon lên làm hoàng đế bù nhìn xứ Imereti, tuy nhiên từ chối đề nghị tự tay giết ông này của cha vợ là Giorgi Abashidze nhưng cho phép các sát thủ ám sát ông này vào năm 1701. Lên ngôi sau khi Simon bị giết, ông ngay lập tức phải đối mặt với cuộc xâm lược của Erekle I xứ Kartli nhằm trừng phạt những người phế truất Simon xứ Imereti. Tuy nhiên cuộc xâm lược này nhanh chóng kết thúc bằng thỏa thuận giữa Giorgi Abashidze với vị vua xứ Kartli. Thời kỳ cai trị đầu tiên của ông chứng kiến sự chuyên quyền của cha vợ, còn ông trên thực tế chỉ đóng vai bù nhìn. Cai trị được một năm thì ông thoái vị và cha vợ của ông tự mình lên ngôi. |
| George VI-Malakia Abashidze (გიორგი-მალაქია აბაშიძე) (? – 1722) |                                                     | 1702 – 1707                                | Vương quốc Imereti        | Không rõ tên 7 người con | Chính thức lên ngôi sau khi khống chế nhiều vị vua xứ Imereti trước đó thông qua hôn nhân. Bị các quý tộc phế truất nhằm ủng hộ cho vị vua đối lập là Giorgi VII lên ngôi. |
| Giorgi XI/Hãn Gurgin (გიორგი XI) (1651 – 1709) | không khung                                         | 1703 – 21 tháng 4 năm 1709                 | Vương quốc Kartli         | Tamar Bagration-Davitashvili 1676 2 người con Khoreshan Mikeladze 1687 1 người con | Lên ngôi lần hai sau khi giúp người Ba Tư (lúc này ông trở thành chỉ huy một đội quân của người Ba Tư) dẹp loạn tại xứ Kerman, tuy nhiên toàn bộ thời gian cai trị lần hai này ông không được quay trở về cai trị và quyền hành trên thực tế rơi vào tay cháu trai và cũng là vị vua tương lai tương lai của xứ Kartli là Vakhtang VI. |
| Erekle I/ Hãn Kustandil/Hãn Nazar Ali (ერეკლე I) (1642 – 1709) | không khung                                         | 1703 – 21 tháng 4 năm 1709                 | Vương quốc Kakheti        | Anna Choloqashvili 1677 3/4 người con | Sau khi bị phế truất khỏi ngôi vương xứ Kartli, ông được người Ba Tư chọn trở lại làm vua xứ Kakheti cùng như là chỉ huy đội cấm vệ quân của nhà vua, vì điều này mà ông ông bao giờ quay trở lại Kakheti được nữa. Mọi quyền hành trị quốc tại xứ Kakheti lúc này đều do con trai tương lai của ông là Davit II xứ Kakheti tiến hành. |
| Giorgi VII (მამია VII) (1670 – 1720) | không khung                                         | 1707 – 1711                                | Vương quốc Imereti        | Rodam Bagrationi xứ Kartli 1703 (Ly hôn năm 1712) 5 người con Tamar Abashidze 1712/1713 (cự tuyệt năm 1713) Không có con Tamar Chkheidze xứ Racha 1713/1714 (mất năm 1714) Không có con Tamar Gurieli 1716 3 người con | Con ngoài giá thú của Alexandre IV xứ Imereti. Năm 1702, ông tuyên bố ngôi vương dưới sự giúp sức của người Ottoman và các quý tộc trung thành, tuy nhiên phải đến năm 1707 thì ông mới có thể lấy được ngôi vương từ tay George VI-Malakia Abashidze. Bị lật đổ vào tháng 10 năm 1711 bởi một cuộc nổi dậy các quý tộc, đứng đầu là Mamia III Gurieli, Vương công xứ Guria. |
| Kaikhosro (ქაიხოსრო) (1674 – 1711) |                                                     | 1709 – 27 tháng 9 năm 1711                 | Vương quốc Kartli         | Tamar Eristavi ? (Mất 3 tháng 5 năm 1730) 3 người con | Cháu nội Vakhtang V xứ Kartli. Cai trị vắng mặt xứ Kartli khi ông đang là chỉ huy của quân đội Ba Tư tại Afganistan. |
| Không ngai (Nhiếp chính: Vương tử Vakhtang) 1711 – 1714 |                                                     |                                            |                           | | |
| Davit II/Hãn Imām Qulī (დავით II) (1678 – 1722) | không khung                                         | 21 tháng 4 năm 1709 – 2 tháng 11 năm 1722  | Vương quốc Kakheti        | Con gái của Şawhallıq xứ Tarğu ? Không có con Yatri Jahan-Begum ? 3 người con | Triều đại của ông đánh dấu sự bất ổn về an ninh khi phải đối phó với các cuộc đột kích rải rác cuẩ người Dagestan kéo dài trong suốt triều đại cai trị của mình. |
| Mamia Gurieli Vĩ đại (მამია III გურიელი დიდი) (? – 1714) | không khung                                         | Tháng 10 năm 1711 – Tháng 6 năm 1712       | Vương quốc Imereti        | Elene Abashidze 1698 (Ly hôn năm 1711) 7 người con Tamar Eristavi ? (Mất c. 1716) Không có con | Lên ngôi lần hai sau khi nổi dậy cũng các quý tộc địa phương nhằm đánh đuổi Giorgi VII xứ Imereti cùng với quân Ottoman. Bị đánh bại lại bởi vị cựu vương Giorgi VII xứ Imereti và Zurab Abashidze (cháu của Giorgi Abashidze và là người bị Mamia phế truất khỏi vị trí vương công xứ Guria) buộc ông phải chạy trốn đến xứ Kartli. |
| Giorgi VII (მამია VII) (1670 – 1720) | không khung                                         | Tháng 6 năm 1712 – Tháng 11 năm 1713       | Vương quốc Imereti        | Rodam Bagrationi xứ Kartli 1703 (Ly hôn năm 1712) 5 người con Tamar Abashidze 1712/1713 (cự tuyệt năm 1713) Không có con Tamar Chkheidze xứ Racha 1713/1714 (mất năm 1714) Không có con Tamar Gurieli 1716 3 người con | Lên ngôi lần hai sau khi đánh bại Mamia III Gurieli trong trận Shkhara tháng 6 năm 1712, ông bị phế truất không lâu sau đó bởi các quý tộc nổi loạn của các gia tộc là Gurieli, Dadiani, Abashidze và Eristavi vào tháng 11 năm 1713. |
| Mamia Gurieli Vĩ đại (მამია III გურიელი დიდი) (? – 1714) | không khung                                         | Tháng 11 năm 1713 – 5 tháng 1 năm 1714     | Vương quốc Imereti        | Elene Abashidze 1698 (Ly hôn năm 1711) 7 người con Tamar Eristavi ? (Mất c. 1716) Không có con | Lên ngôi lần ba cùng người Kartli và các đồng minh là nhà Dadiani, công tước xứ Rachia, Giorgi Abashidze và người Lechukiman. Mất sau đó khoảng 2 tháng. |
| Giorgi VII (მამია VII) (1670 – 1720) | không khung                                         | 5 tháng 1 năm 1714 – 1716                  | Vương quốc Imereti        | Rodam Bagrationi xứ Kartli 1703 (Ly hôn năm 1712) 5 người con Tamar Abashidze 1712/1713 (cự tuyệt năm 1713) Không có con Tamar Chkheidze xứ Racha 1713/1714 (mất năm 1714) Không có con Tamar Gurieli 1716 3 người con | Lên ngôi lần thứ ba sau khi Mamia III Gurieli mất. Ông tiếp tục xung đột với các vị vương công trong thời gian trị vì của mình, dẫn đên việc một vài trong số vương công yêu cầu sự trợ giúp từ người Ottoman. Ông sau đó bị lật đổ bởi người Ottoman và một số các nhóm quý tộc trong vương quốc. |
| Iese/Hãn Ali-Quli/Mustafa Pasha (იესე) (1680 – 1727) |                                                     | 1714 – 1716                                | Vương quốc Kartli         | Mariam Orbeliani 1712 3 người con Elene-Begumi xứ Kakheti 1715 8 người con | Cháu nội của của Vakhtang V xứ Kartli. Lên ngôi cai trị lần đầu thay cho em trai Vakhtang VI, người không chịu cải theo đạo Hồi. Liên minh với người Khaketi nhằm đẩy lui các cuộc tấn công của người Dagestan nhưng vấp phải sự chống đối quý tộc địa phương do cai trị bất tài và nghiện rượu. Bị Shah Hosein thay thể bằng em trai Vakhtang VI, người đã chấp nhận từ bỏ Thiên chúa giáo để theo đạo Hồi. |
| George VIII Gurieli (ვახტანგ VI) (? – 1726) |                                                     | 1716                                       | Vương quốc Imereti        | Elene Abashidze ? (Ly hôn năm 1717) 2 người con Khvaramze Dadiani ? Không có con | Cũng là vương tử xứ Guria các năm 1714–1726 thuộc nhà Gurieli, ông được người Ottoman phong làm vua tại Kutaisi lần đầu vào năm 1716. Tuy nhiên, sau 3 tháng cai trị thì ông đột ngột rời đi từ Kutaisi để đến Guria, để lại vương quốc Imereti cho các vị vương công nhà Dadiani, Eristavi và Abashidze chia xẻ nhau cai trị. |
| Tranh chấp ngôi vương (Elena Abashidze nhiếp chính, 3 vị vương công của các gia tộc Abashidze, Dadiani và Eristavi chia nhau cai trị riêng biệt các vùng đất của họ trên thực tế. 1716 – 1719 |                                                     |                                            |                           | | |
| Giorgi VII (მამია VII) (1670 – 1720) | không khung                                         | Sau tháng 8 năm 1719 – Tháng 4 năm 1720    | Vương quốc Imereti        | Rodam Bagrationi xứ Kartli 1703 (Ly hôn năm 1712) 5 người con Tamar Abashidze 1712/1713 (cự tuyệt năm 1713) Không có con Tamar Chkheidze xứ Racha 1713/1714 (mất năm 1714) Không có con Tamar Gurieli 1716 3 người con | Phục vị lần 3 dưới sự trợ giúp của người Ottoman. Bị các nhóm vương công nổi loạn âm mưu ám sát với người trực tiếp thực hiện là Simon Abashidze vào tháng 4 năm 1720 tại một bữa tiệc do chính ông này tổ chức. |
| Vakhtang VI Học giả/Nhà làm luật//Hãn Ḥosaynqolī (ვახტანგ VI) (1674 – 1737) |                                                     | 1716 – 1724                                | Vương quốc Kartli         | Rusudani xứ Circassia 1696 5 người con | Một trong những chính khách và nhà văn hóa quan trọng của Gruzia thế kỷ 18. Bị người Ottoman hạ bệ trong một cuộc xâm lược vào xứ Kartli theo sau sự tan rã của đế quốc Safavid. |
| George VIII Gurieli (მამია III გურიელი დიდი) (? – 1726) |                                                     | 1720 (?)                                   | Vương quốc Imereti        | Elene Abashidze ? (Ly hôn năm 1717) 2 người con Khvaramze Dadiani ? Không có con | Cũng là vương công xứ Guria các năm 1714–1726 thuộc nhà Gurieli. Lần hai ông lên ngôi có lẽ là để kế nhiệm Giorgi VII đã bị ám sát trước đó. Không rõ thông tin sau đó về sự cai trị của ông cũng như việc ông thoái vị ngai vàng xứ Imereti. Mất với tư cách là vương công xứ Guria vào năm 1726. |
| Iese/Hãn Ali-Quli/Mustafa Pasha (იესე) (1680 – 1727) |                                                     | 1724 – 1727                                | Vương quốc Kartli         | Mariam Orbeliani 1712 3 người con Elene-Begumi xứ Kakheti 1715 8 người con | Đào thoát từ phe cánh của người Ba Tư sang phe Ottoman và được phong làm vua xứ Kartli lần hai bởi người Ottoman. Tuy nhiên lúc này ông trên thực tế là vua bù nhìn và quyền hành thực tế nằm trong tay người Ottoman. Sau cái chết của ông thì vương quốc Kartli bị người Ottoman bãi bỏ và sát nhập trực tiếp với đế quốc Ottoman. |
| Năm 1727, người Ottoman cho sát nhập vương quốc Kartli và đế quốc Ottoman, sau đó vương quốc sát nhập với đế quốc Ba Tư vào năm 1735. Năm 1744, vương quốc Kartli sát nhập với vương quốc Kakheti láng giềng. |                                                     |                                            |                           | | |
| Alexandre V (ალექსანდრე V) (1703 – 1752) | không khung                                         | 1720 – 1741                                | Vương quốc Imereti        | Mariam Dadiani xứ Sarmegrelo 1721 3 người con Tamar Abashidze 1732 4 người con | Con cả của Vakhtang V. Phế truất George VIII Gurieli dưới sự hỗ trợ của người Thổ Nhĩ Kỳ và lên ngôi vào tháng 6 năm 1720. Tuy nhiên, chính phủ của ông lại nằm dưới sự kiểm soát của Bezhan Dadiani, Vương công xứ Samegrelo từ năm 1721 đến năm 1728. Ông này cùng con là Otia thi hành các chính sách thù địch với người Thổ Nhĩ Kỳ cũng như có các hoạt động nhằm phế truất Alexandre V. Ông tạm thời buộc được các vị vương công xứ Samegrelo này phải thần phục mình trở lại vào năm 1732. Sau ông từ bỏ chính sách thân Ottoman và cố gắng trở thành đồng minh của Nga nhưng không được thành công cho lắm. Bị người Ottoman đảo chính vì chính sách thân Nga. |
| Konstantine II/Hãn Mahmād Qulī (დავით II) (? – 1732) | không khung                                         | 2 tháng 11 năm 1722 – 28 tháng 12 năm 1732 | Vương quốc Kakheti        | Perejan-Begum xứ Tarğu ? 1 người con | Con của Erekle I xứ Kakheti với vợ lẽ. Sinh và theo đạo Hồi tại Isfahan. Được phong là vua bởi người Ba Tư sau cái chết của anh trai là Davit II, đồng thời được người Ba Tư ban cho quản lý các vùng đất là Erivan, Ganja, và Karabakh. Vướng vào cuộc chiến với người cai trị hàng xóm Kartli là Vakhtang VI liên quan đến vấn đề Ba Tư, sau có thêm sự tham chiến của người Ottoman đang trong công cuộc xâm lược xứ Gruzia để loại bỏ quyền lực của người Ba Tư tại đây. Lãnh đạo cuộc chiến du kích, sau làm hòa với người Ottoman và quay lại cai trị vương quốc. Đầu những năm 1730, ông thực hiện nỗ lực cuối cùng nhằm chấm dút quan hệ với người Thổ để theo người Ba Tư đang hồi sinh, tuy nhiên ông bị ám sát khi đang đàm phán với chỉ huy của người Thổ là Yusuf Pasha xứ Akhaltsikhe tại Bezhanbagh. |
| Teimuraz II (თეიმურაზ II) (1700 – 1762) | không khung                                         | 28 tháng 12 năm 1732 – 1736                | Vương quốc Kakheti        | Tamar Eristavi ? (Ly hôn 1710) Không có con 2 tháng 2 năm 1722 4 người con Ana-Khanum Baratashvili 19 tháng 8 năm 1746 Không có con                                                                                    | Nhiếp chính vương quốc cho anh trai là Davit II xứ Kakheti khi ông cai trị vắng mặt vương quốc từ năm 1709/1711 đến 1715 Là tướng dưới quyền cũng như là người đại diện đàm phán của Konstantine II xứ Kakheti. Kế nhiệm sau cái chết của Konstantin II. Thời kỳ đầu ông cai trị chứng kiến sự tham gia của xứ Kakheti với vai trò là một đồng minh của người Ottoman chống lại người Ba Tư, với kết cục là ông bị bắt giữ, còn lãnh thổ xứ Kakheti bị tàn phá dữ dội. Trở về sau lời hứa cai trị vương quốc với cái giá phải trả đem con gái và con trai của ông lên làm con tin thế chấp, ông quay trở về cai trị cùng với người Ba Tư trong các chiến dịch chống lại người Dagestan và sau là Thổ Nhĩ Kỳ, đồng thời cũng phải chống lại các âm mưu của các thế lực muốn phế truất ông khỏi ngai vào Kakheti. Năm 1744, Nader Shah chuyển giao ngôi vương xứ Kartli cho ông, còn con trai Erkele II thì cai trị vương quốc Kakheti thay cho cha mình. Khi làm vương xứ Kartli ông đã tham gia các nhiều chiến dịch quân sự mới trong thời kỳ đầy biến động của lịch sử khu vực xung quanh vương quốc của mình. Mất trong khi đang ở Nga, trong lúc đang cầu cứu nước này giúp chống lại các thế lực quân sự ở Azerbaijian. |
| Teimuraz II (თეიმურაზ II) (1700 – 1762) | không khung                                         | 1737 – 1744                                | Vương quốc Kakheti        | Tamar Eristavi ? (Ly hôn 1710) Không có con 2 tháng 2 năm 1722 4 người con Ana-Khanum Baratashvili 19 tháng 8 năm 1746 Không có con                                                                                    | Nhiếp chính vương quốc cho anh trai là Davit II xứ Kakheti khi ông cai trị vắng mặt vương quốc từ năm 1709/1711 đến 1715 Là tướng dưới quyền cũng như là người đại diện đàm phán của Konstantine II xứ Kakheti. Kế nhiệm sau cái chết của Konstantin II. Thời kỳ đầu ông cai trị chứng kiến sự tham gia của xứ Kakheti với vai trò là một đồng minh của người Ottoman chống lại người Ba Tư, với kết cục là ông bị bắt giữ, còn lãnh thổ xứ Kakheti bị tàn phá dữ dội. Trở về sau lời hứa cai trị vương quốc với cái giá phải trả đem con gái và con trai của ông lên làm con tin thế chấp, ông quay trở về cai trị cùng với người Ba Tư trong các chiến dịch chống lại người Dagestan và sau là Thổ Nhĩ Kỳ, đồng thời cũng phải chống lại các âm mưu của các thế lực muốn phế truất ông khỏi ngai vào Kakheti. Năm 1744, Nader Shah chuyển giao ngôi vương xứ Kartli cho ông, còn con trai Erkele II thì cai trị vương quốc Kakheti thay cho cha mình. Khi làm vương xứ Kartli ông đã tham gia các nhiều chiến dịch quân sự mới trong thời kỳ đầy biến động của lịch sử khu vực xung quanh vương quốc của mình. Mất trong khi đang ở Nga, trong lúc đang cầu cứu nước này giúp chống lại các thế lực quân sự ở Azerbaijian. |
| Teimuraz II (თეიმურაზ II) (1700 – 1762) | không khung                                         | 1744 – 8 tháng 1 năm 1762 (cùng Tamar II)  | Vương quốc Kartli         | Tamar Eristavi ? (Ly hôn 1710) Không có con 2 tháng 2 năm 1722 4 người con Ana-Khanum Baratashvili 19 tháng 8 năm 1746 Không có con                                                                                    | Nhiếp chính vương quốc cho anh trai là Davit II xứ Kakheti khi ông cai trị vắng mặt vương quốc từ năm 1709/1711 đến 1715 Là tướng dưới quyền cũng như là người đại diện đàm phán của Konstantine II xứ Kakheti. Kế nhiệm sau cái chết của Konstantin II. Thời kỳ đầu ông cai trị chứng kiến sự tham gia của xứ Kakheti với vai trò là một đồng minh của người Ottoman chống lại người Ba Tư, với kết cục là ông bị bắt giữ, còn lãnh thổ xứ Kakheti bị tàn phá dữ dội. Trở về sau lời hứa cai trị vương quốc với cái giá phải trả đem con gái và con trai của ông lên làm con tin thế chấp, ông quay trở về cai trị cùng với người Ba Tư trong các chiến dịch chống lại người Dagestan và sau là Thổ Nhĩ Kỳ, đồng thời cũng phải chống lại các âm mưu của các thế lực muốn phế truất ông khỏi ngai vào Kakheti. Năm 1744, Nader Shah chuyển giao ngôi vương xứ Kartli cho ông, còn con trai Erkele II thì cai trị vương quốc Kakheti thay cho cha mình. Khi làm vương xứ Kartli ông đã tham gia các nhiều chiến dịch quân sự mới trong thời kỳ đầy biến động của lịch sử khu vực xung quanh vương quốc của mình. Mất trong khi đang ở Nga, trong lúc đang cầu cứu nước này giúp chống lại các thế lực quân sự ở Azerbaijian. |
| Tamar II (თამარი II) (1696 – 1746) |                                                     | 1744 – 1746 (cùng Teimuraz II)             | Vương quốc Kartli         | Tamar Eristavi ? (Ly hôn 1710) Không có con 2 tháng 2 năm 1722 4 người con Ana-Khanum Baratashvili 19 tháng 8 năm 1746 Không có con                                                                                    | Đồng nhiếp chính cùng chồng mình là Teimuraz xứ Kạkhetti. |
| Alexandre III/Ali Mirza (ალექსანდრე III/ ალი-მირზა) (? – 1737/1739) |                                                     | 1736 – 1737                                | Vương quốc Kakheti        | Mariam xứ Ksani ? 2 người con | Là người đứng đầu vương quốc Kakheti được Nader Shah chỉ định sau khi bắt giữ người anh em ruột của ông là Teimuraz II. Không được lòng giới quý tộc địa phương, ông bị thay thế bởi chính Teimuraz II vào năm sau. |
| Quá trình thống nhất lãnh thổ hai xứ Kartli và Kakheti bắt đầu thực hiện vào năm 1744, khi Erekle II kế nhiệm cha mình là Teimuraz II là vua xứ Kakheti, và hoàn tất vào năm 1762, khi Teimuraz II mất và Erekle II lên kế nhiệm cha mình ở xứ Kartli. Tuy nhiên sự mở rộng của người Nga vào Gruzia đã chấm dứt điều này: Kartli-Kakheti trở thành chư hầu của người Nga sau hòa ước Georgievsk ký kết năm 1789 và sau đó là sát nhập toàn bộ vùng đất này năm 1801. Vương quốc Imereti tồn tại lâu hơn một chút, đến tận năm 1810 mới chính thức bị Nga sát nhập hoàn toàn. |                                                     |                                            |                           | | |
| Giorgi IX (მამია IX) (1718 – 1778) |                                                     | 1741                                       | Vương quốc Imereti        | Mzekhatun Lipartiani ? 1/5 người con | Được người Ottoman đặt lên ngai vàng sau khi anh trai là Alexandre V xứ Imereti bị lật đổ. Bị người Ba Tư lật đổ trong một chiến dịch của Pasha xứ Akhaltsikhe nhằm khôi phục ngôi vương cho cựu vương là Alexandre V. |
| Alexandre V (ალექსანდრე V) (1703 – 1752) | không khung                                         | 1741 – 1746                                | Vương quốc Imereti        | Mariam Dadiani xứ Sarmegrelo 1721 3 người con Tamar Abashidze 1732 4 người con | Bị người Ba Tư bắt khi đang nương náu trong lãnh thổ xứ Kartli. Sau được thả ra và được người Ba Tư đưa lên ngai vàng năm 1741/1742, tuy nhiên, người em trai Mamuka được phía Ottoman đối lập đưa lên ngai vàng năm 1746. |
| Erekle II/Tiểu Kakheti (ერეკლე II) (1718 – 1778) | không khung                                         | 1744 – 8 tháng 1 năm 1762                  | Vương quốc Kakheti        | Ketevan Pkheidze 1740 2 người con Anna Abashidze 1740 2 người con Darejan Dadian 1750 23 người con | Là nhiếp chính của Teimuraz II khi ông này diện kiến tại triều đính Ba Tư một khoảng thời gian năm 1744. Việc đàn áp và loại trừ các phe phái đối lập tại xứ Kartli giúp ông có được ngôi vương xứ Kakheti vào năm 1744. Thống nhất hai xứ Kakheti và Kartli vào năm 1762. Thời kỳ đầu ông cai trị ở vương quốc Kartli-Kakheti chứng kiến sự đổi mới theo huớng châu Âu trong âm thầm, trong khi bên ngoài vẫn thần phục Ba Tư. Năm 1783 ông chuyển sang thần phục Nga, tuy nhiên người Ba Tư vẫn xâm lược và phá hủy Đông Gruzia vào năm 1795. |
| Erekle II/Tiểu Kakheti (ერეკლე II) (1718 – 1778) | không khung                                         | 8 tháng 1 năm 1762 – 11 tháng 1 năm 1798   | Vương quốc Kartli-Kakheti | Ketevan Pkheidze 1740 2 người con Anna Abashidze 1740 2 người con Darejan Dadian 1750 23 người con | Là nhiếp chính của Teimuraz II khi ông này diện kiến tại triều đính Ba Tư một khoảng thời gian năm 1744. Việc đàn áp và loại trừ các phe phái đối lập tại xứ Kartli giúp ông có được ngôi vương xứ Kakheti vào năm 1744. Thống nhất hai xứ Kakheti và Kartli vào năm 1762. Thời kỳ đầu ông cai trị ở vương quốc Kartli-Kakheti chứng kiến sự đổi mới theo huớng châu Âu trong âm thầm, trong khi bên ngoài vẫn thần phục Ba Tư. Năm 1783 ông chuyển sang thần phục Nga, tuy nhiên người Ba Tư vẫn xâm lược và phá hủy Đông Gruzia vào năm 1795. |
| Mamuka (მამუკა) (c. 1710 – 1769) |                                                     | 1746 – 1749                                | Vương quốc Imereti        | Darejan Dadiani 1732 2 người con | Là vua đối lập của Alexander V từ 1746 cho đến khi bị phế truất 1749. |
| Alexandre V (ალექსანდრე V) (1703 – 1752) | không khung                                         | 1749 – Tháng 3 năm 1752                    | Vương quốc Imereti        | Mariam Dadiani xứ Sarmegrelo 1721 3 người con Tamar Abashidze 1732 4 người con | Năm 1749, ông khôi phục thành công quyền cai trị toàn xứ Imereti, tuy nhiên sự bất ổn định, nhất về chính trị, tiếp tục theo ông cho đến lúc mất năm 1752. |
| Solomon I Vĩ Đại (სოლომონ I დიდი) (1703 – 1752) | không khung                                         | Tháng 3 năm 1752 – 1766                    | Vương quốc Imereti        | Tinatin Shervashidze ? Không có con Mariam Dadiani xứ Sarmegrelo ? (mất 1778) 3 người con Gulkan Tsulukidze ? (mất 1800) Không có con                                                                                  | Lên ngôi lần đầu sau một cuộc đảo chính của các quý tộc năm 175, ông bắt đầu thực hiện các cải cách nhằm hiện đại hóa đất nước. Thời kỳ của ông chứng kiến 3 cuộc xâm lược của người Ottoman, và cuộc xâm lược thứ ba đã đẩy ông ra khỏi thủ đô Kutaisi và do đó, vô hiệu hóa quyền kiểm soát của ông ở vương quốc Imereti. |
| Teimurazi (თეიმურაზი) (? – c.1772/1778) |                                                     | 1766 – 1768                                | Vương quốc Imereti        | Con gái chưa rõ tên của Rostomi, Công tước xứ Racha 1744 Không có con | Con của vị vua tiếm vị trước đó là Mamuka, đăng quang bởi người Ottoman nhằm thay thế cho của ông là Solomon I vừa mới bị phế truất cho đến khi Solomon phục vị với sự giúp sức từ người Nga. |
| Solomon I Vĩ Đại (სოლომონ I დიდი) (1703 – 1752) | không khung                                         | 1768 – 23 tháng 4 năm 1784                 | Vương quốc Imereti        | Tinatin Shervashidze ? Không có con Mariam Dadiani xứ Sarmegrelo ? (mất 1778) 3 người con Gulkan Tsulukidze ? (mất 1800) Không có con                                                                                  | Năm 1767, ông quay trở lại và đánh đuổi người Ottoman đi thêm một lần nữa. Trong chiến tranh Nga-Ottoman sau đó, ông cùng đồng minh là Erekle yêu cầu sự trợ giúp từ quân Nga nhưng không thành công lắm. Tuy nhiên, người Thổ buộc phải ký hòa đàm và công nhận quyển độc lập hoàn toàn của người Gruzia tại xứ Imereti. Ông cũng đàn áp các cuộc nổi loạn ở xứ Abkhazia năm 1779, buộc các vương công xứ Mingrelia and Guria phải thần phục ông, cũng như cướp phá khu vực miền Nam thuộc vương quốc Gruzia cũ. |
| Không ngai (Nhiếp chính: Vương tử Davit) 23 tháng 4 – 4 tháng 5 năm 1784 |                                                     |                                            |                           | | |
| Davit II (დავით II) (1765 – 1795) | không khung                                         | 4 tháng 5 năm 1784 – 11 tháng 6 năm 1789   | Vương quốc Imereti        | Anna Orbeliani c. 1781 4 người con | Sau cái chết của người chú Solomon I, ông trở thành nhiếp chính và ngăn không cho các vương tử của Solomon I là David (tương lai là vua Solomon II) và Giorgi lên ngôi. Ông đăng quang ngôi vương xứ Imereti vào ngày 4 tháng 5 năm 1784 dưới sự trợ giúp của Katsia II Dadiani, Vương công xứ Samegrelo. Ông thi hành chính sách thân Nga nhưng các chính sách chung của ông lại gây bất mãn tới quý tộc, dẫn đến các cuộc chiến tranh với Erekle II xứ Kartli-Kakheti nhằm phục vị vho Slomon-David, khiến ông phải chạy sang tỉnh Akhaltsikhe đang trong quyền kiểm soát của người Thổ Nhĩ Kỳ. |
| Solomon II (დავით II) (1772 – 1815) | không khung                                         | 11 tháng 6 năm 1789 – 1790 (?)             | Vương quốc Imereti        | Anna Orbeliani Những năm 1790 Không có con | Lên ngôi sau khi đánh bại trong trận Matkhoji năm 1789, ông lên ngôi, lấy tên hiệu là Solomon II, mặc dù trước đó ông mang tên là Davit. Năm 1790, ông buộc phải tháo chạy khỏi xứ Iremeti trước lực lượng vượt trội của người Ottoman, dẫn đầu bởi vị cựu vương trước đó là Davit II. |
| Davit II (დავით II) (1765 – 1795) | không khung                                         | 1790 (?) – 1791 (?)                        | Vương quốc Imereti        | Anna Orbeliani c. 1781 4 người con | Năm 1790, ông cùng quân đội Ottoman từ xứ Akhaltsikhe đánh chiến lại xứ Imereti, tuy nhiên Erekle II xứ Kartli-Kakheti đánh bất ông trở lại xứ Akhaltsikhe. Sau này, ông làm hòa với Erekle II và được hưởng nhiều đất đai, tuy nhiên do tham vọng ngôi vương xứ Imereti của ông đã khiến ông dấy binh nổi loạn. Cuộc nổi loạn này nhanh chóng dập tắt, khiên ông một lần nữa phải chạy sang xứ Akhaltsikhe và mất tại đây. |
| Solomon II (დავით II) (1772 – 1815) | không khung                                         | 1791 (?) – 20 tháng 2/4 tháng 3 năm 1810   | Vương quốc Imereti        | Anna Orbeliani Những năm 1790 Không có con | Năm 1791, ông giành lại quyền kiểm soát Kutaisi từ tai Davit II, tuy nhiên cuộc chiến vẫn tiếp tục thêm một thời gian nữa cho đến tận năm 1792, khi ông giành thắng lợi hoàn toàn trước người Ottoman. Thời kỳ ông cai trị sau đó chứng kiến sức ép ngày càng tăng từ phía người Nga, đỉnh điểm là việc Nga vô hiệu quá quyền lực của Solomon II cũng như là đưa quân vào xứ Imereti vào ngày 20 tháng 2/4 tháng 3 năm 1810, chấm dứt sự cai trị của người Gruzia tại đây. Ông sau trốn sang xứ Akhaltsikhe một thời gian nhưng sau đó quay trở lại nhằm kích động một cuộc nổi dậy chống Thổ Nhĩ Kỳ nhưng thất bại. Tháng 9 năm 1810, sau khi cuộc nổi dậy chấm dứt, ông chạy trốn sang Trezibond và mất tại đây vào năm 1815. |
| Giorgi XII (გიორგი XII) (1746 – 1800) | không khung                                         | 11 tháng 1 năm 1798 – 28 tháng 12 năm 1800 | Vương quốc Kartli-Kakheti | Ketevan Andronikashvili 1766 12 người con Mariam Tsitsishvili 13 tháng 7 năm 1783 10/11 người con | Kế thừa ngôi vị xứ Kartli-Kakheti, tuy nhiên sức khỏe yếu khiến ông bất lực trước các cuộc nổi dậy của các quý tộc địa phương, thực hiên các cải cách của Ioane Bagrationi và thậm chí còn cho phép người Nga gia tăng sự liên can của họ vào Đông Gruzia. Cái chết của ông mở đường cho người Nga sát nhập vương quốc không lâu sau đó. |

### Các danh sách liên quan đến quân chủ Gruzia
- Danh sách mẹ của các quân chủ Gruzia
- Danh sách các vương công Gruzia (mtavars)
- Danh sách các eristavs (strategos) của Gruzia
- Danh xưng quân chủ Gruzia

### Cây gia phả hoàng gia Gruzia
- Cây gia phả quân chủ Iberia
- Cây gia phả quân chủ nhà Bagration cai trị xứ Tao-Klarjeti
- Cây gia phả quân chủ Gruzia thống nhất
- Cây gia phả quân chủ Kartli
- Cây gia phả quân chủ Kakheti
- Cây gia phả quân chủ Imereti